# Epidendrum
Epidendrum – rodzaj roślin z rodziny storczykowatych (Orchidaceae). Obejmuje 1834 gatunki i 12 hybryd występujących w Ameryce Północnej, Środkowej i Południowej w takich krajach i regionach jak: Argentyna, Bahamy, Belize, Boliwia, Brazylia, Kajmany, Kolumbia, Kostaryka, Kuba, Dominikana, Ekwador, Salwador, Gujana Francuska, Galapagos, Meksyk, Nikaragua, Panama, Paragwaj, Peru, Portoryko, Surinam, Trynidad i Tobago, Wenezuela, Windward Islands i 5 stanach USA - Floryda, Alabama, Missisipi, Karolina Północna, Karolina Południowa. Rodzaj został introdukowany na Hawajach.

## Systematyka

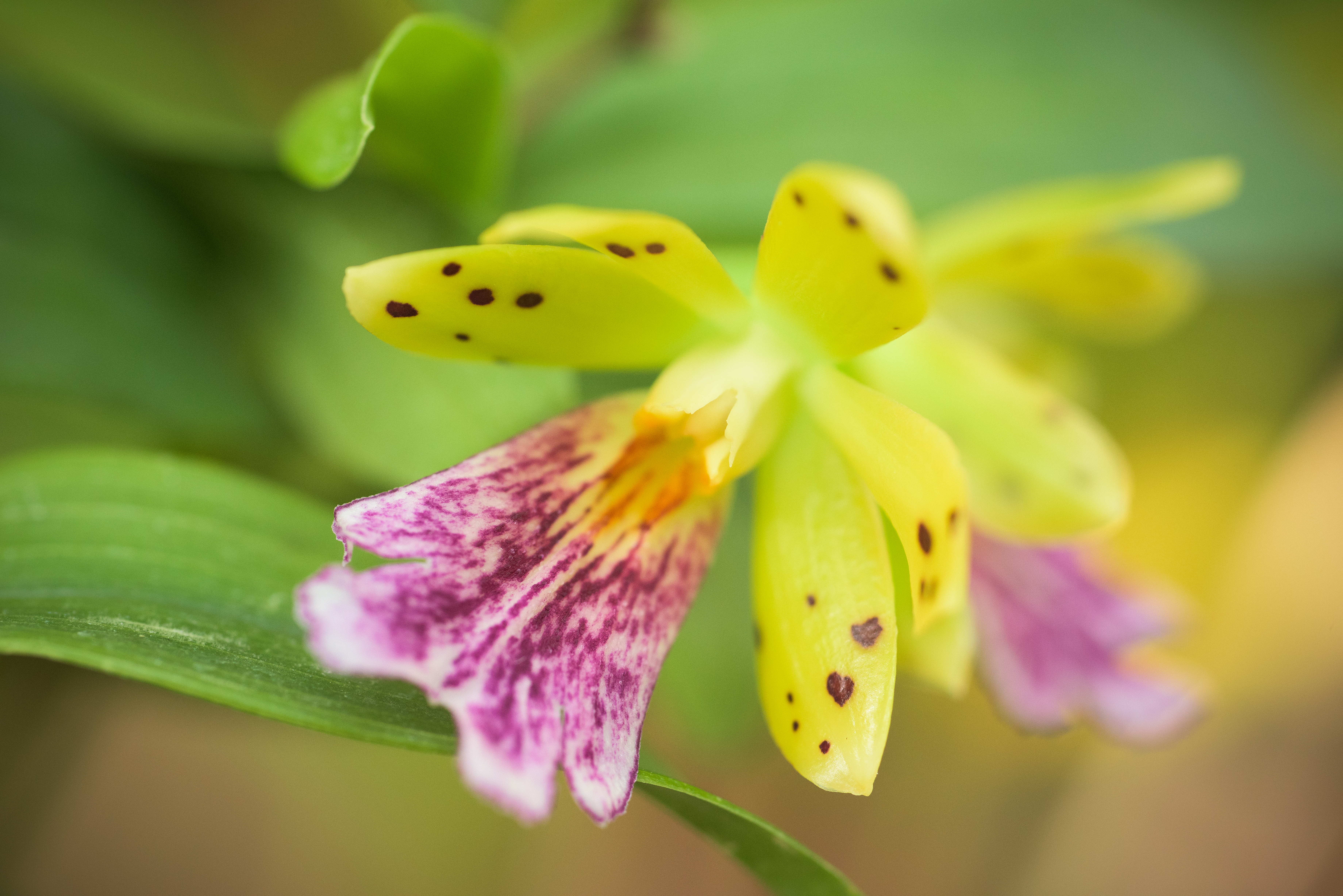
E. wallisii

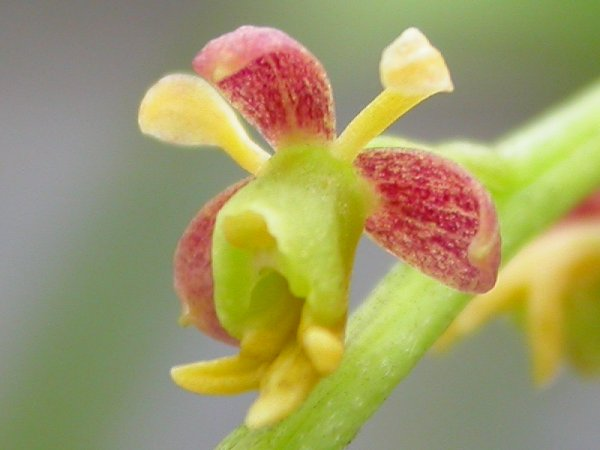
E. tridactylum

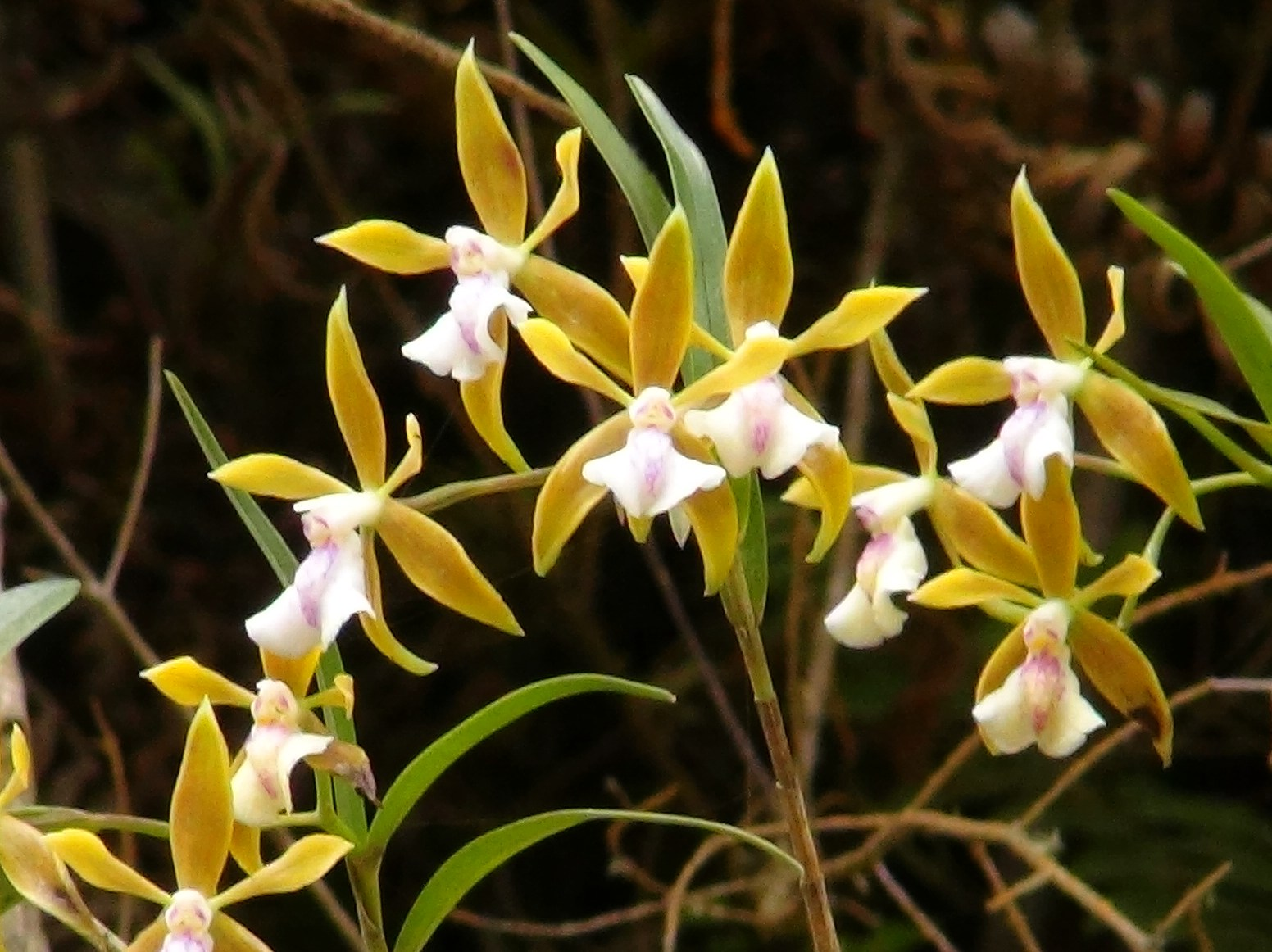
E. tetraceros

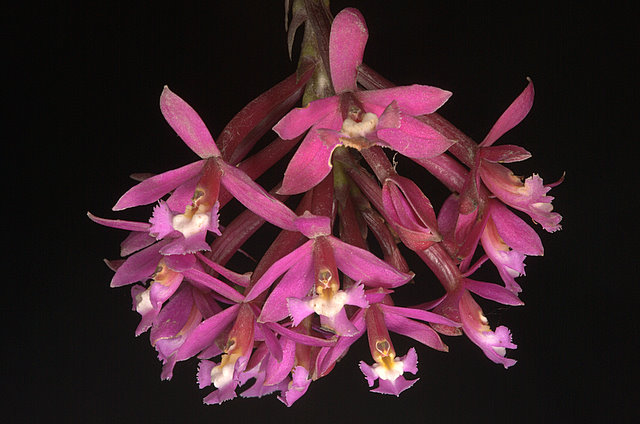
E. secundum

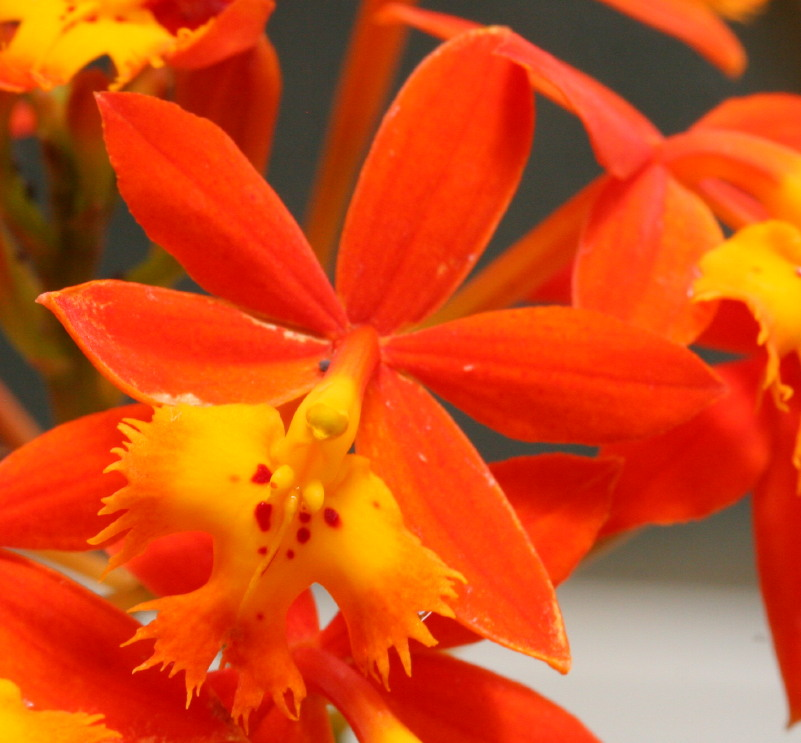
E. radicans

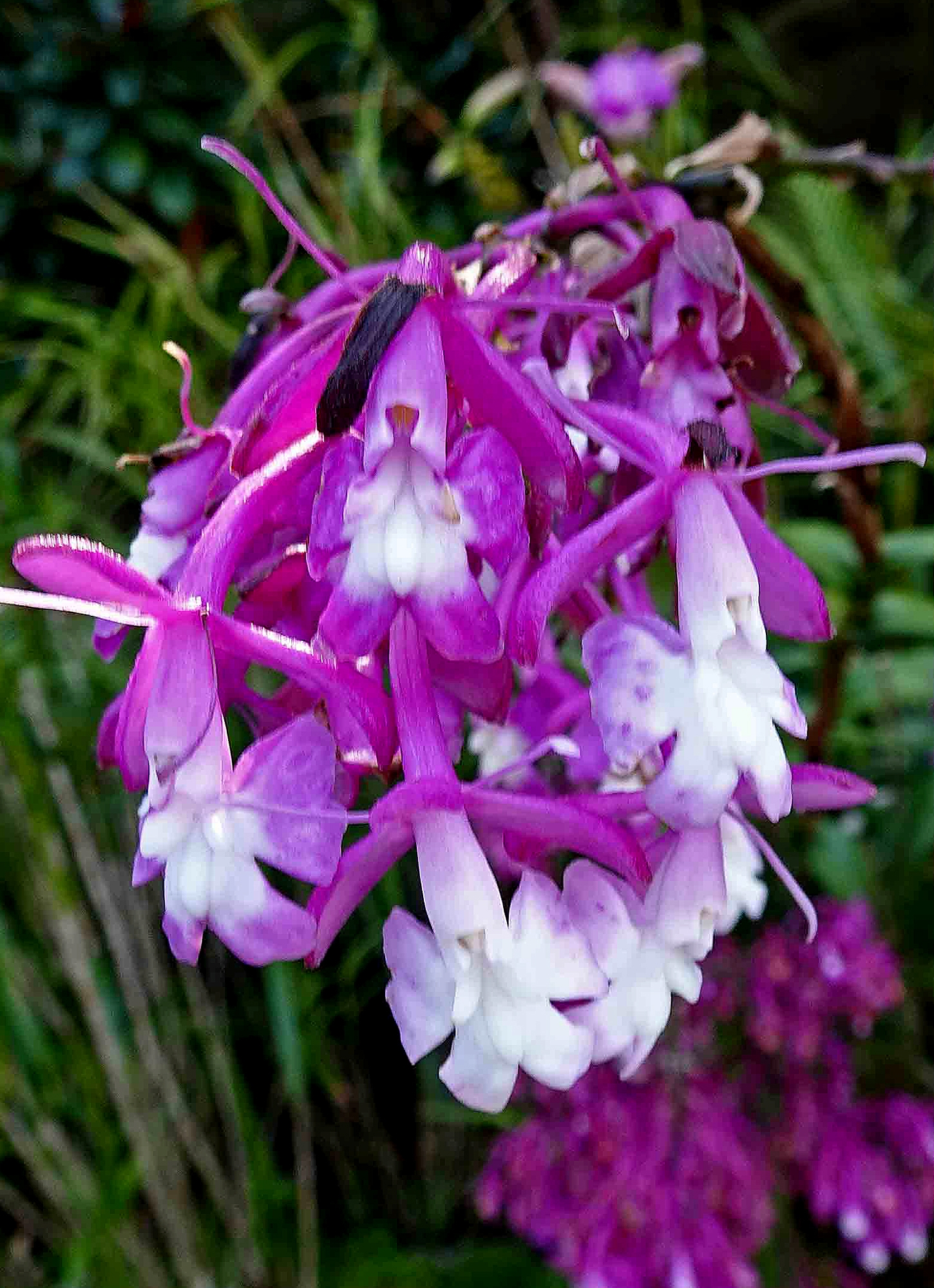
E. porphyreum

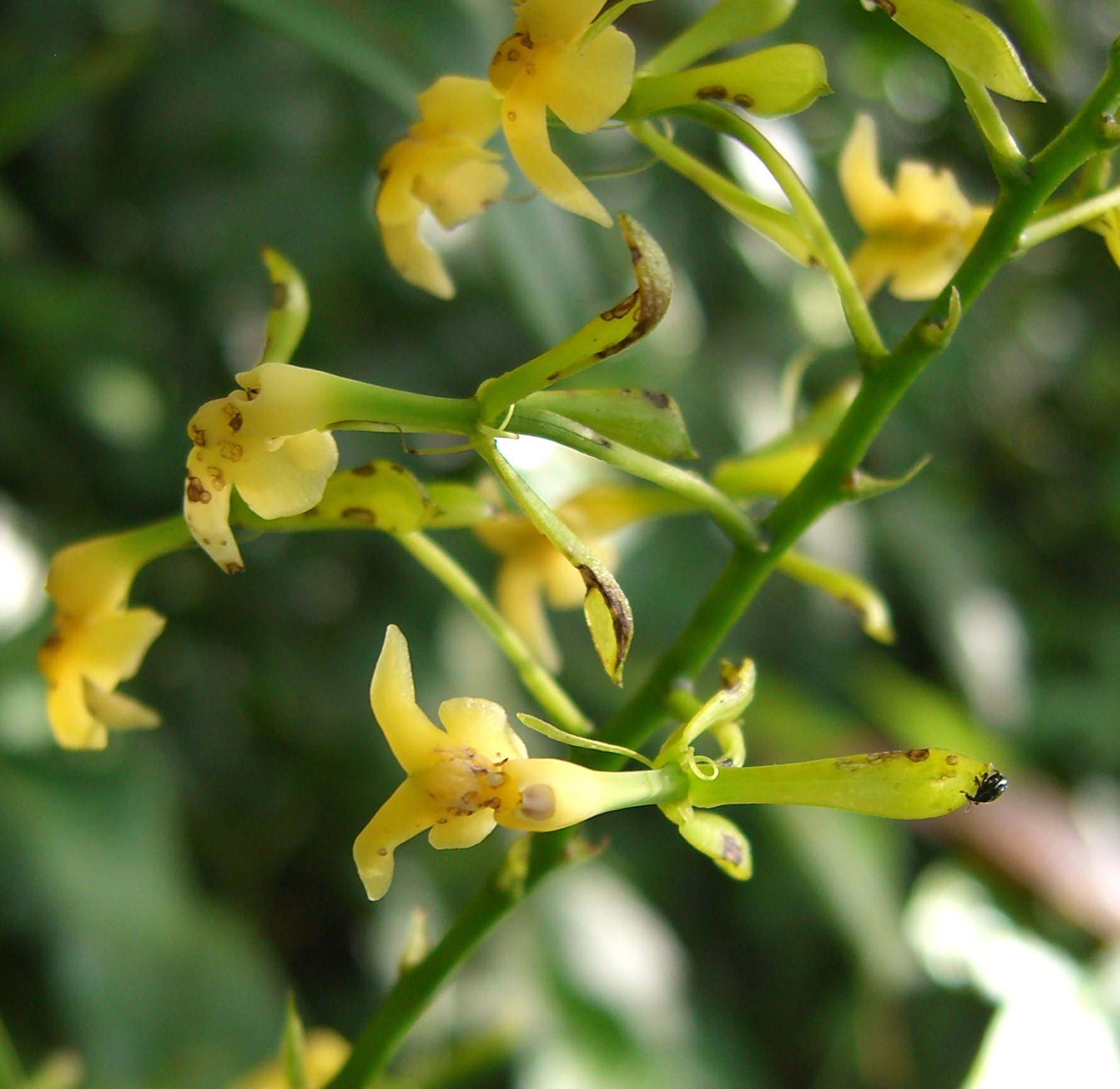
E. paniculatum

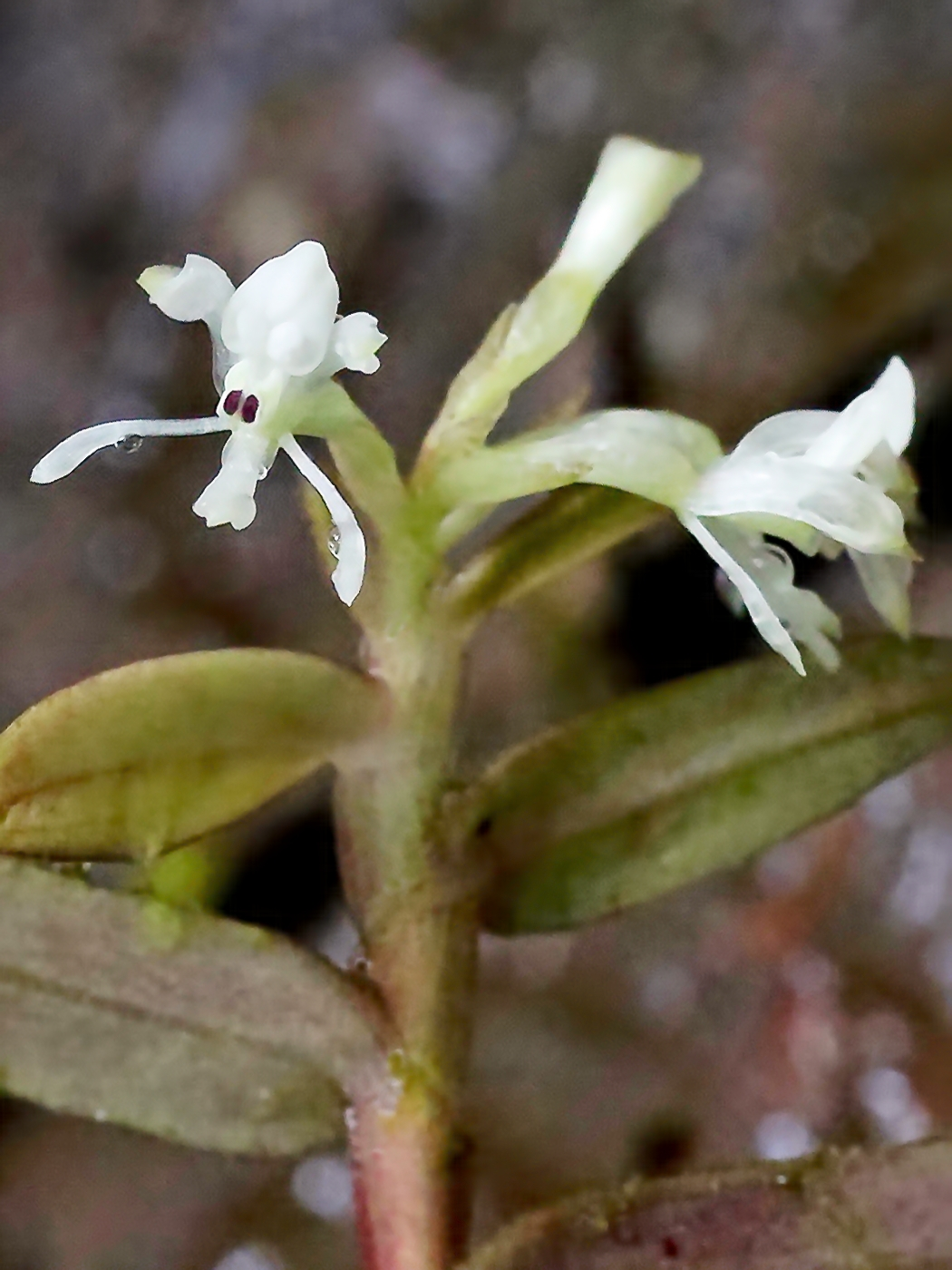
E. nanosimplex

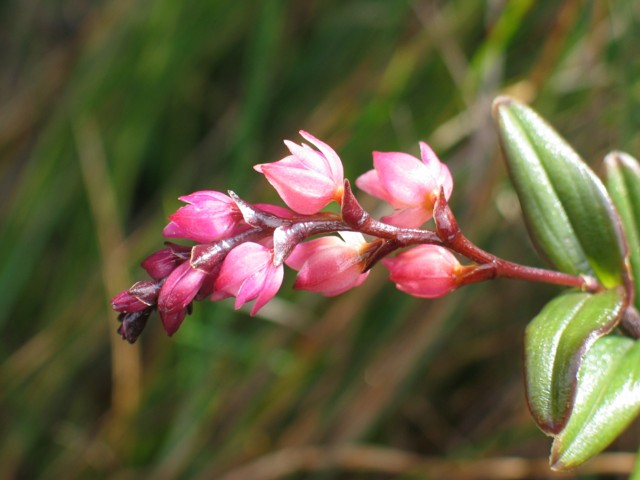
E. montigenum

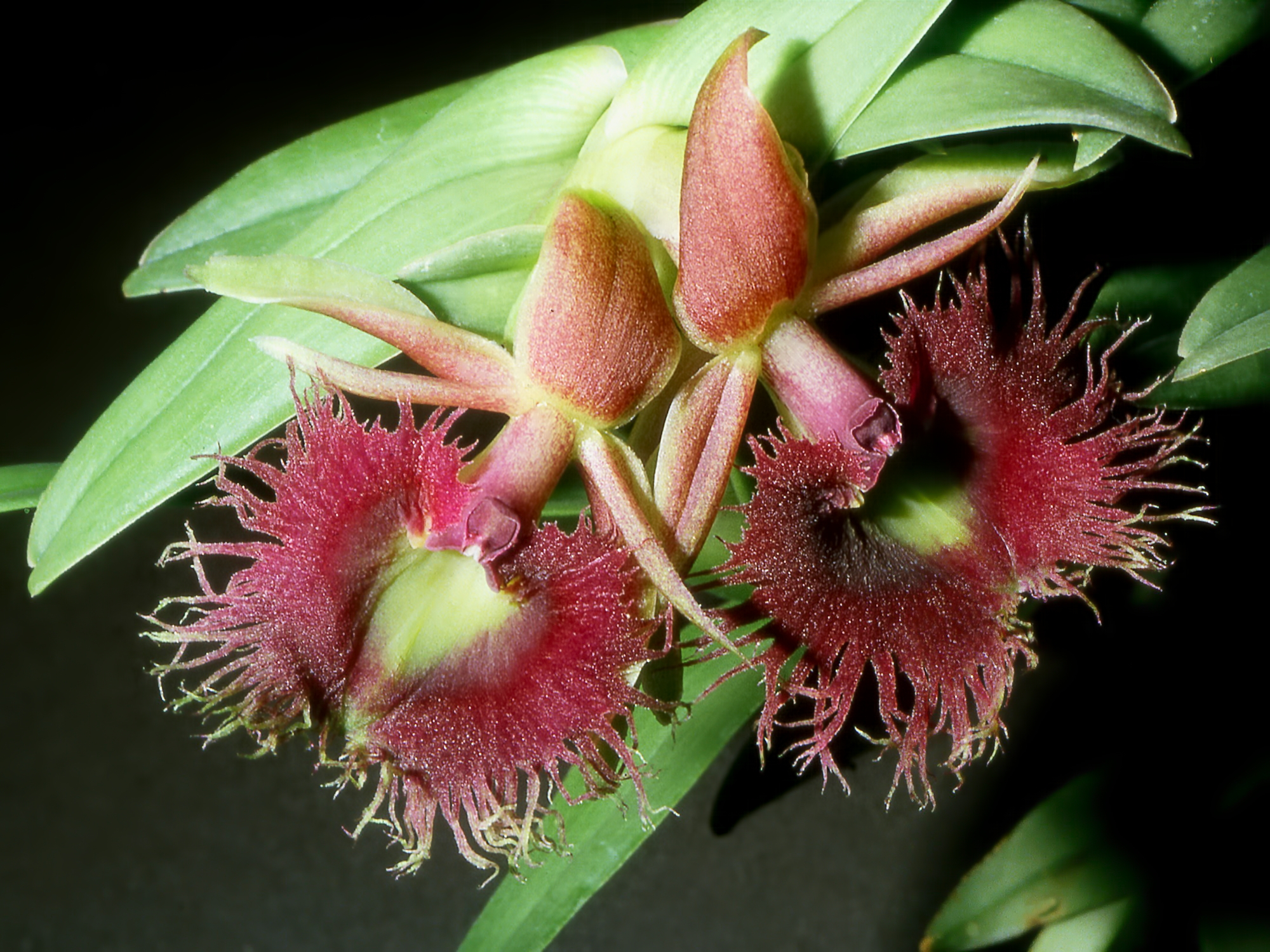
E. medusae

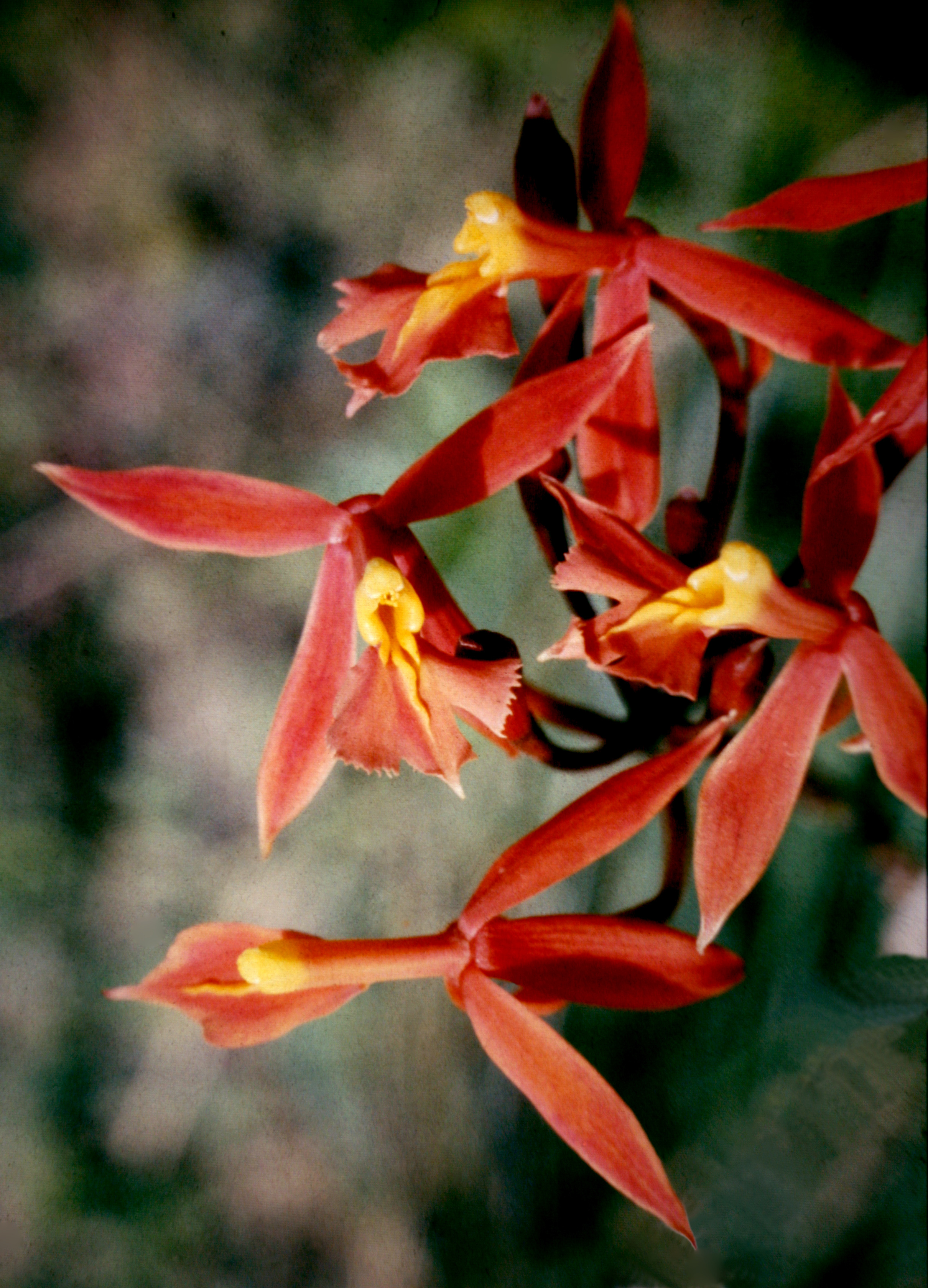
E. macrocarpum

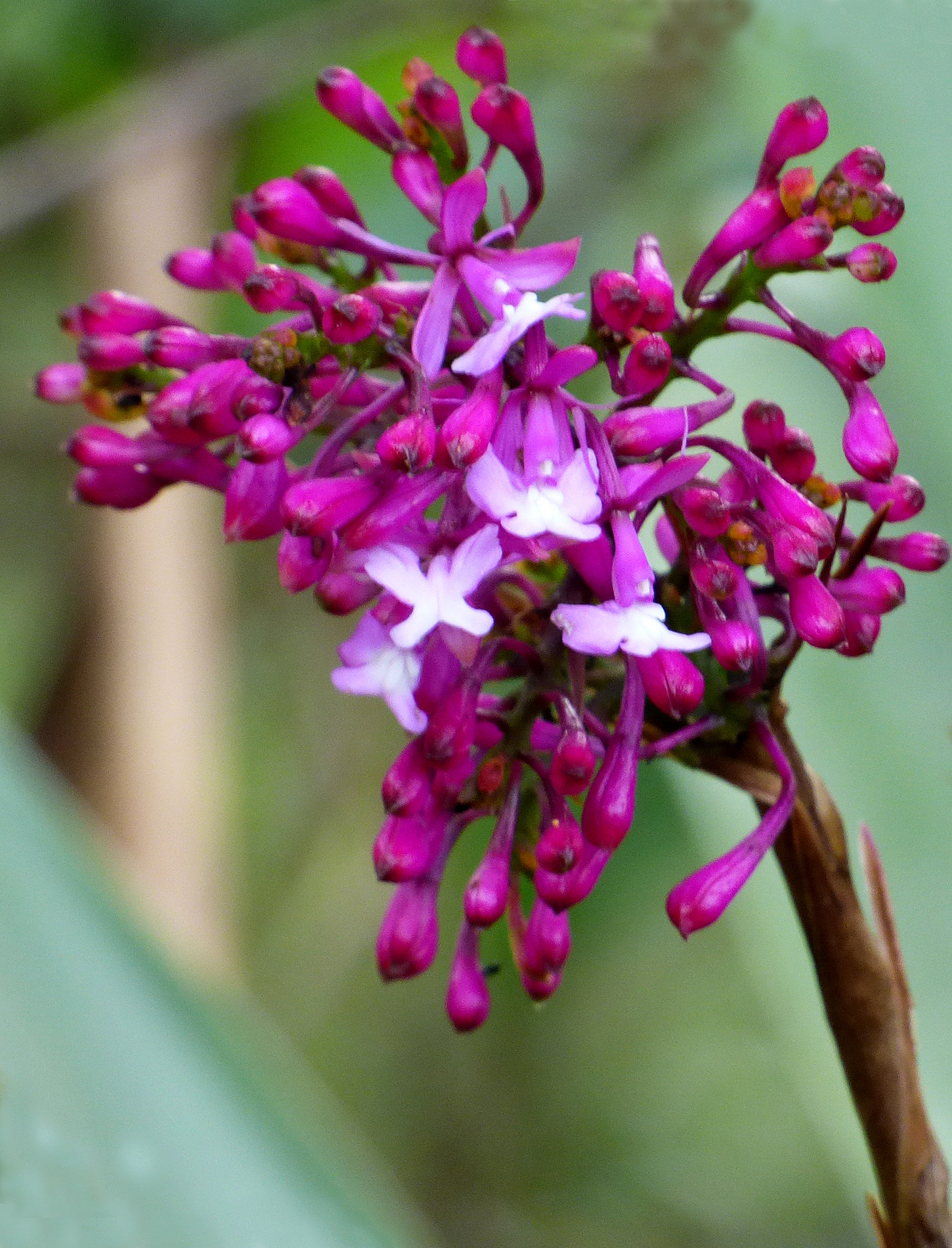
E. laeve

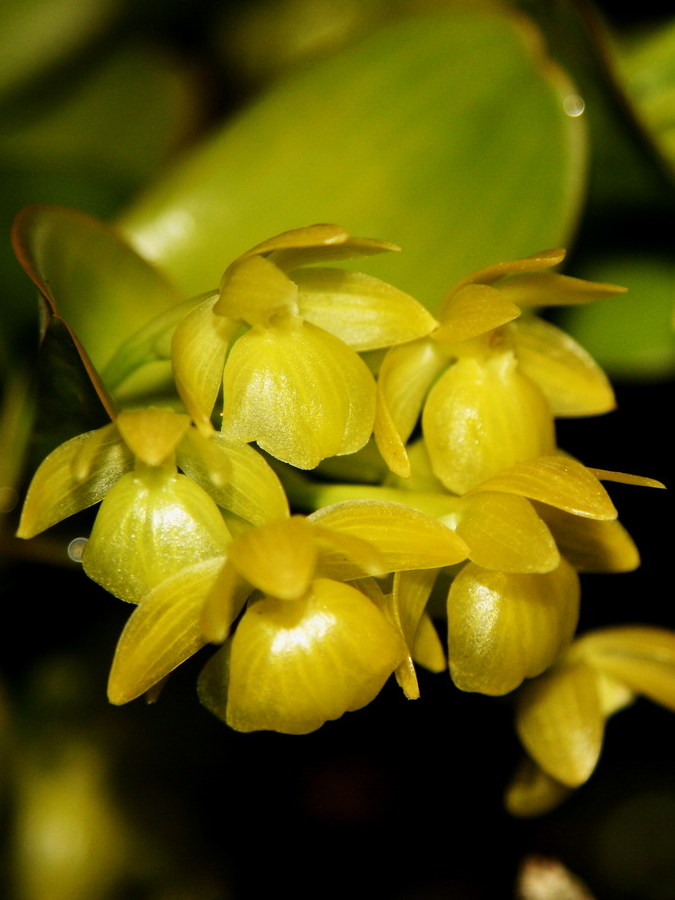
E. hunterianum

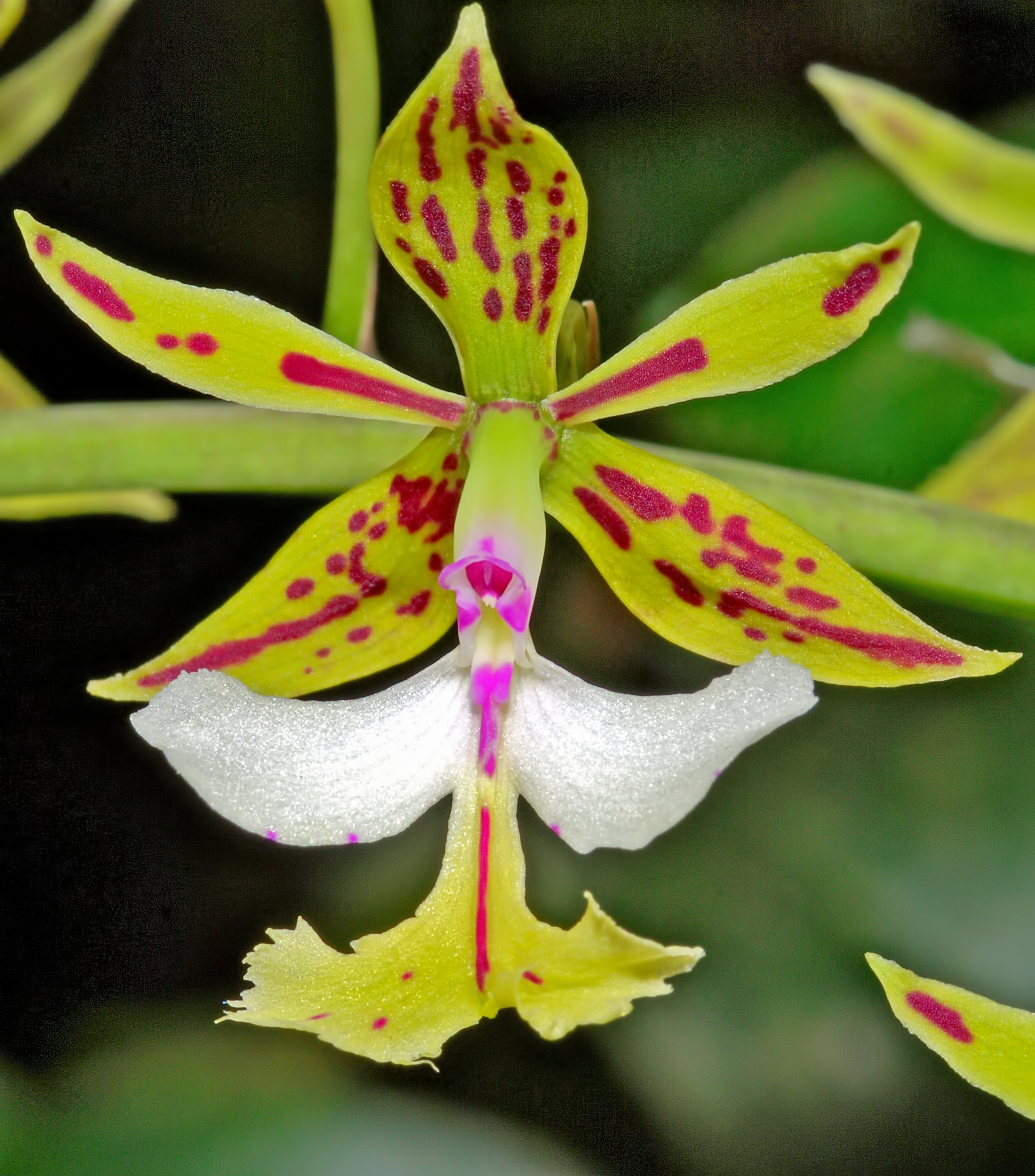
E. cristatum

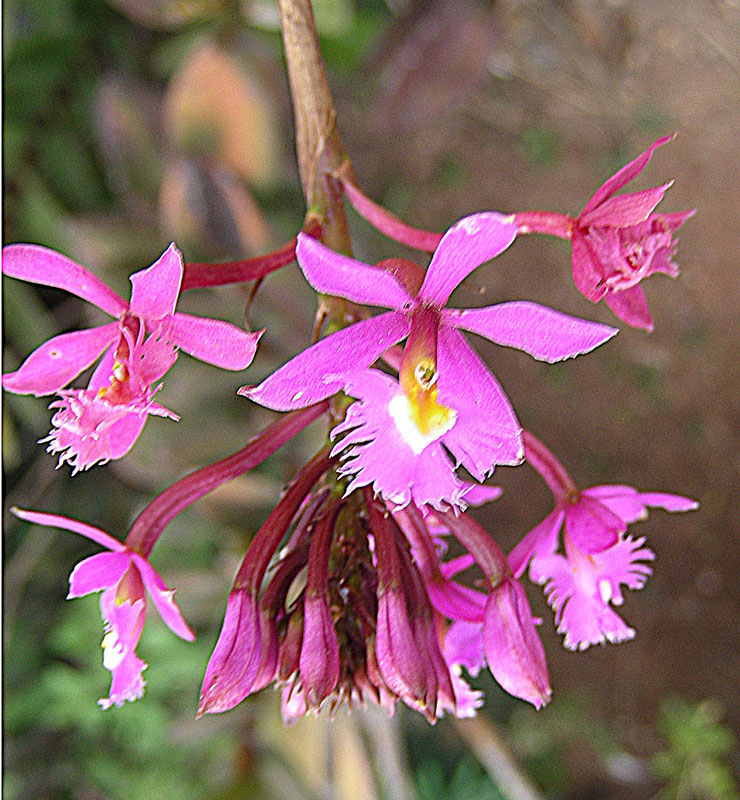
E. baumannianum

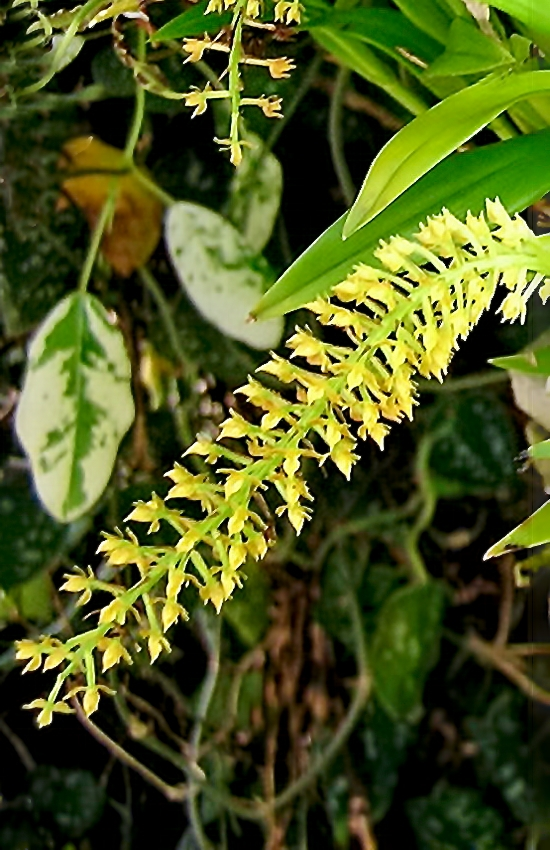
E. armeniacum

Rodzaj sklasyfikowany do podplemienia Laeliinae w plemieniu Epidendreae, podrodzina epidendronowe (Epidendroideae), rodzina storczykowate (Orchidaceae), rząd szparagowce (Asparagales) w obrębie roślin jednoliściennych.
Wykaz gatunków
- Epidendrum abbottii L.Sánchez & Hágsater
- Epidendrum aberrans Schltr.
- Epidendrum acjanacoense Hágsater, E.Santiago & J.Duarte
- Epidendrum ackermanii Hágsater
- Epidendrum acreense (Brieger & Bicalho) Christenson
- Epidendrum acroamparoanum Hágsater & L.Sánchez
- Epidendrum acrobatesii Hágsater & Dodson
- Epidendrum acrolithophilum Hágsater & E.Santiago
- Epidendrum acrorhodum Hágsater & Dodson
- Epidendrum acroscopeum Hágsater & Dodson
- Epidendrum actinoglossum Hágsater & E.Santiago
- Epidendrum acuminatisepalum Hágsater, E.Santiago & Gal.-Tar.
- Epidendrum acuminatum Ruiz & Pav.
- Epidendrum acunae Dressler
- Epidendrum acutilobum Hágsater & Uribe Vélez
- Epidendrum acutissimum Lindl.
- Epidendrum adamsii Hágsater & Dodson
- Epidendrum addae Pabst
- Epidendrum adenoglossum Lindl.
- Epidendrum adnatum Ames & C.Schweinf.
- Epidendrum adolfomorenoi R.Vásquez & Ibisch
- Epidendrum adsettii Serracín, J.S.Harrison, Bogarín & Sánchez Sald.
- Epidendrum aenigmaticum Hágsater & Dodson
- Epidendrum aeolicum Karremans
- Epidendrum agathosmicum Rchb.f.
- Epidendrum aggregatum Lindl.
- Epidendrum agoyanense Hágsater & Dodson
- Epidendrum aguaricoense Hágsater & Dodson
- Epidendrum aguirrei Hágsater
- Epidendrum aida-alvareziae Hágsater
- Epidendrum alabastrialatum Pollard ex Hágsater
- Epidendrum albazoense Hágsater & Salas Guerr.
- Epidendrum alberti Schltr.
- Epidendrum albifloroides D.E.Benn. & Christenson
- Epidendrum albiforum Schltr.
- Epidendrum albomarginatum Rchb.f.
- Epidendrum albopropinquum Hágsater & E.Santiago
- Epidendrum alejandrinae Hágsater & H.R.Quispe
- Epidendrum alejandroi Archila & Chiron
- Epidendrum alexii Hágsater & Dodson
- Epidendrum alfaroi Ames & C.Schweinf.
- Epidendrum alfonsopozoi Hágsater & Dodson
- Epidendrum alfredii Schltr.
- Epidendrum alieniferum Karremans & Bogarín
- Epidendrum allenii L.O.Williams
- Epidendrum allisonii Hágsater & Dodson
- Epidendrum allochronum Hágsater
- Epidendrum alopecurum Schltr.
- Epidendrum alpicola Rchb.f. & Warsz.
- Epidendrum alpicolonigrense Hágsater & Dodson
- Epidendrum alpicoloscandens Hágsater & Dodson
- Epidendrum alsum Ridl.
- Epidendrum althaniorum Hágsater & Collantes
- Epidendrum althausenii A.D.Hawkes
- Epidendrum alticola Ames & Correll
- Epidendrum altomayocapitellatum Hágsater & Edquén
- Epidendrum alvarezdeltoroi Hágsater
- Epidendrum amapense Hágsater & L.Sánchez
- Epidendrum amaruense Hágsater, Collantes & E.Santiago
- Epidendrum amayense Hágsater
- Epidendrum amazonicoriifolium Hágsater
- Epidendrum amblostomoides Hoehne
- Epidendrum amblyantherum Hágsater & E.Santiago
- Epidendrum amethystinum Rchb.f.
- Epidendrum ammophilum Barb.Rodr.
- Epidendrum amoanum Zambrano & Solano
- Epidendrum ampelomelanoxeros Hágsater, E.Santiago & E.Parra
- Epidendrum ampelospathum Hágsater & Dodson
- Epidendrum amphistomum A.Rich.
- Epidendrum amphorastele Hágsater, A.G.Diaz & E.Santiago
- Epidendrum amplexicaule Lindl.
- Epidendrum amplexigastrium Hágsater & Dodson
- Epidendrum amplexipetalum Hágsater & H.Medina
- Epidendrum amplexirisaraldense Hágsater & E.Santiago
- Epidendrum ampliracemum C.Schweinf.
- Epidendrum amplum D.E.Benn. & Christenson
- Epidendrum anastasioi Hágsater
- Epidendrum anatipedium L.M.Sánchez & Hágsater
- Epidendrum anceps Jacq.
- Epidendrum anchinocturnum Hágsater
- Epidendrum ancipitinocturnum Hágsater & J.M.P.Cordeiro
- Epidendrum ancipitosum Hágsater & E.Santiago
- Epidendrum ancirotylosum Hágsater & E.Santiago
- Epidendrum ancistronum Hágsater & Dodson
- Epidendrum anderssonii Hágsater & Dodson
- Epidendrum andinum Carnevali & G.A.Romero
- Epidendrum andreettae Hágsater & Dodson
- Epidendrum andrei Hágsater & L.Sánchez
- Epidendrum andres-johnsonii Hágsater & E.Santiago
- Epidendrum angaritae Hágsater
- Epidendrum angeloglossum Hágsater & Dodson
- Epidendrum angulatum Hágsater & J.Duarte
- Epidendrum angustatum (T.Hashim.) Dodson
- Epidendrum angustilobopaniculatum Hágsater & Dodson
- Epidendrum angustilobum Fawc. & Rendle
- Epidendrum angustisegmentum (L.O.Williams) Hágsater
- Epidendrum angustissimum Lindl.
- Epidendrum anisatum Lex.
- Epidendrum anitae Schltr.
- Epidendrum annabellae Nir
- Epidendrum anoglossoides Ames & C.Schweinf.
- Epidendrum anoglossum Schltr.
- Epidendrum anthoceroides Hágsater & Dodson
- Epidendrum anthoceros Linden & Rchb.f.
- Epidendrum anthropophorum Rchb.f.
- Epidendrum antillanum Ackerman & Hágsater
- Epidendrum antonense Hágsater
- Epidendrum apaganoides D.E.Benn. & Christenson
- Epidendrum apaganum Mansf.
- Epidendrum apatotylosum Hágsater
- Epidendrum apicilatum Hágsater, E.Santiago & Uribe Vélez
- Epidendrum aporoides F.Lehm. & Kraenzl.
- Epidendrum appendiculatum T.Hashim.
- Epidendrum apuahuense Mansf.
- Epidendrum aquaticoides C.Schweinf.
- Epidendrum aquilalatum Hágsater & E.Santiago
- Epidendrum arachnoglossum Rchb.f. ex André
- Epidendrum arbuscula Lindl.
- Epidendrum archilarum Chiron
- Epidendrum ardens Kraenzl.
- Epidendrum arevaloi (Schltr.) Hágsater
- Epidendrum arevaloides Hágsater & Dodson
- Epidendrum ariasii Hágsater & Dodson
- Epidendrum aristatum Ackerman & Montalvo
- Epidendrum aristisepalum Hágsater & Dodson
- Epidendrum aristoloides Hágsater & Dodson
- Epidendrum armeniacum Lindl.
- Epidendrum arnoldii Schltr.
- Epidendrum aromoense Cornejo & Hágsater
- Epidendrum artelirioi Xim.Bols.
- Epidendrum asplundii Hágsater & Dodson
- Epidendrum astetei Hágsater, Collantes & Mormontoy
- Epidendrum astroselaginella Hágsater & E.Santiago
- Epidendrum atacazoicum Schltr.
- Epidendrum atonum Hágsater & Dodson
- Epidendrum atrobrunneum Schltr.
- Epidendrum atrorugosum Hágsater
- Epidendrum atroscriptum Hágsater
- Epidendrum attenuatum Lindl.
- Epidendrum atwoodchlamys Hágsater
- Epidendrum atwoodii Hágsater & L.Sánchez
- Epidendrum atypicum Hágsater & E.Santiago
- Epidendrum aura-usecheae Hágsater, Rinc.-Useche & O.Pérez
- Epidendrum aureoglobiflorum Hágsater & Dodson
- Epidendrum aurigineum Barringer
- Epidendrum aurimurinus Hágsater, E.Santiago & Gal.-Tar.
- Epidendrum avicula Lindl.
- Epidendrum aylacotoglossum Hágsater
- Epidendrum azuayense Hágsater & E.Santiago
- Epidendrum azulense D.E.Benn. & Christenson
- Epidendrum badium Hágsater
- Epidendrum baezense Hágsater & Dodson
- Epidendrum bahorucense Hágsater & L.Cerv.
- Epidendrum bakrense Hágsater & G.Cremers
- Epidendrum ballonii Christenson
- Epidendrum bambusaceum Schltr.
- Epidendrum bambusiforme Kraenzl.
- Epidendrum bambusitricolor Hágsater & Collantes
- Epidendrum barbae Rchb.f.
- Epidendrum barbaricum Hágsater & Dodson
- Epidendrum barbeyanum Kraenzl.
- Epidendrum barronegrense Ocupa & Hágsater
- Epidendrum baryanthum Hágsater & Salas Guerr.
- Epidendrum batesii Dodson
- Epidendrum baumannianum Schltr.
- Epidendrum beatricis Hágsater & Uribe Vélez
- Epidendrum beatricis-vasqueziae Hágsater, J.S.Moreno & J.Duarte
- Epidendrum becerrae Hágsater & E.Santiago
- Epidendrum beharorum Hágsater
- Epidendrum belloi Hágsater
- Epidendrum belmontense V.P.Castro & Marçal
- Epidendrum bennettii Dodson
- Epidendrum berbicense Hágsater & L.Sánchez
- Epidendrum bermejoense Muruaga & Parrado
- Epidendrum bernoullii Rchb.f. ex Hágsater & L.Sánchez
- Epidendrum betancurii Hágsater & E.Santiago
- Epidendrum betimianum Barb.Rodr.
- Epidendrum bianthogastrium Hágsater & Dodson
- Epidendrum bicentenarium Karremans & Gil-Amaya
- Epidendrum bicirrhatum D.E.Benn. & Christenson
- Epidendrum bicuniculatum Hágsater & E.Santiago
- Epidendrum bidens D.E.Benn. & Christenson
- Epidendrum bifarium Sw.
- Epidendrum biforatum Lindl.
- Epidendrum bilobatum Ames
- Epidendrum binasum Hágsater & E.Santiago
- Epidendrum birostratum C.Schweinf.
- Epidendrum bispathulatum Hágsater, O.Pérez & E.Santiago
- Epidendrum bisulcatum Ames
- Epidendrum bitriangulare Sierra-Ariza, J.S.Moreno & Hágsater
- Epidendrum bivalve Lindl.
- Epidendrum blancheanum Urb.
- Epidendrum blepharichilum Kraenzl.
- Epidendrum blepharistes Barker ex Lindl.
- Epidendrum blepharoclinium Rchb.f.
- Epidendrum boekei Hágsater
- Epidendrum bogarinii Karremans & C.M.Sm.
- Epidendrum bogotense Schltr.
- Epidendrum bolbophylloides F.Lehm. & Kraenzl.
- Epidendrum bolivianum Schltr.
- Epidendrum bonitense Hágsater & Dodson
- Epidendrum borchsenii Hágsater & Dodson
- Epidendrum borealistachyum Hágsater, E.Santiago & C.F.Fernández
- Epidendrum boricuarum Hágsater & L.Sánchez
- Epidendrum boricuomutelianum Hágsater & L.Sánchez
- Epidendrum boscoense Hágsater & Dodson
- Epidendrum bothryanthum M.R.Miranda, F.J.de Jesus, Chiron & Hágsater
- Epidendrum boyacaense (Szlach. & Kolan.) J.M.H.Shaw
- Epidendrum boylei Hágsater & Dodson
- Epidendrum braccigerum Rchb.f.
- Epidendrum brachyanthum Hágsater & Dodson
- Epidendrum brachyblastum Hágsater & Dodson
- Epidendrum brachybotrys Ackerman & Montalvo
- Epidendrum brachybulbum F.Lehm. & Kraenzl.
- Epidendrum brachyclinium Hágsater & García-Cruz
- Epidendrum brachycorymbosum Hágsater & Dodson
- Epidendrum brachyglossum Lindl.
- Epidendrum brachyoothistachyum Hágsater & E.Santiago
- Epidendrum brachypodum Hágsater
- Epidendrum brachyrepens Hágsater
- Epidendrum brachyrhodochilum Hágsater & E.Santiago
- Epidendrum brachyschistum Schltr.
- Epidendrum brachystele Schltr.
- Epidendrum brachystelestachyum Hágsater, E.Santiago & Reina-Rodr.
- Epidendrum bracteolatum C.Presl
- Epidendrum bracteostigma Hágsater & García-Cruz
- Epidendrum bracteosum Ames & C.Schweinf.
- Epidendrum bractiacuminatum Hágsater & Dodson
- Epidendrum brassavoliforme F.Lehm. & Kraenzl.
- Epidendrum brenesii Schltr.
- Epidendrum brevicallosum Hágsater & E.Santiago
- Epidendrum brevicaule Schltr.
- Epidendrum brevicernuum Hágsater & Dodson
- Epidendrum brevivenioides Hágsater & Dodson
- Epidendrum brevivenium Lindl.
- Epidendrum breviyacuriense Hágsater, H.Medina & J.Duarte
- Epidendrum bricenoorum Damian & Hágsater
- Epidendrum bryophilum Hágsater & Dodson
- Epidendrum bucararicense Kraenzl.
- Epidendrum buchtienii Schltr.
- Epidendrum buenaventurae F.Lehm. & Kraenzl.
- Epidendrum bugabense Hágsater
- Epidendrum burtonii D.E.Benn. & Christenson
- Epidendrum caeciliae P.Ortiz & Hágsater
- Epidendrum caesaris Hágsater & E.Santiago
- Epidendrum calacaliense Hágsater & Dodson
- Epidendrum calagrense Hágsater & Dodson
- Epidendrum calanthum Rchb.f. & Warsz.
- Epidendrum caldense Barb.Rodr.
- Epidendrum caligarium Rchb.f.
- Epidendrum calimaense J.S.Moreno & Hágsater
- Epidendrum calimanianum V.P.Castro
- Epidendrum callobotrys Kraenzl.
- Epidendrum caloglossum Schltr.
- Epidendrum calothyrsus Schltr.
- Epidendrum caluerorum Hágsater
- Epidendrum calyptrandrium Hágsater, Medina Tr. & Huamantupa
- Epidendrum calyptratoides Hágsater & Dodson
- Epidendrum calyptratum F.Lehm. & Kraenzl.
- Epidendrum calyptrectylosum Hágsater & E.Santiago
- Epidendrum camargoi (Szlach. & Kolan.) J.M.H.Shaw
- Epidendrum camilae Collantes & Hágsater
- Epidendrum camilo-diazii Hágsater & Chocce
- Epidendrum campbellstigma Hágsater & García-Cruz
- Epidendrum campellii Archila
- Epidendrum campestre Lindl.
- Epidendrum campii Hágsater & Dodson
- Epidendrum campos-portoi Barberena
- Epidendrum camposii Hágsater
- Epidendrum campyloglossum P.Ortiz & Hágsater
- Epidendrum campylonocturnum Hágsater & Uribe Vélez
- Epidendrum campylorhachis Hágsater & Dodson
- Epidendrum campylostele Hágsater & R.Vásquez
- Epidendrum cancanae (P.Ortiz) Hágsater
- Epidendrum candelabrum Hágsater
- Epidendrum caparaoense W.Forst. & V.C.Souza
- Epidendrum capitalinum Karremans
- Epidendrum capitellatum C.Schweinf.
- Epidendrum capricornu Kraenzl.
- Epidendrum caquetanum Schltr.
- Epidendrum caranquii Hágsater & Salas Guerr.
- Epidendrum carautaense Hágsater & L.Sánchez
- Epidendrum carchiense Hágsater & Dodson
- Epidendrum cardenasii Hágsater
- Epidendrum cardiobatesii Hágsater & Dodson
- Epidendrum cardiochilum L.O.Williams
- Epidendrum cardiodontatum Hágsater & Dodson
- Epidendrum cardioepichilum Hágsater, D.Trujillo & E.Santiago
- Epidendrum cardioglossum Rchb.f.
- Epidendrum cardiomorphum Hágsater & E.Santiago
- Epidendrum cardiophorum Schltr.
- Epidendrum cardiophyllum Kraenzl.
- Epidendrum cardiostachyum Hágsater & E.Santiago
- Epidendrum carlos-uribei Hágsater & E.Santiago
- Epidendrum carmelense Hágsater & Dodson
- Epidendrum carnevalii Hágsater & L.Sánchez
- Epidendrum carnosiflorum C.Schweinf.
- Epidendrum caroli Schltr.
- Epidendrum carpishense Hágsater, D.Trujillo & E.Santiago
- Epidendrum carpophorum Barb.Rodr.
- Epidendrum cartilaginiflorum Rchb.f.
- Epidendrum carvalhoi Toscano
- Epidendrum catillus Rchb.f. & Warsz.
- Epidendrum cauliflorum Lindl.
- Epidendrum caurense Carnevali & G.A.Romero
- Epidendrum caveroi D.E.Benn. & Christenson
- Epidendrum cearense Barb.Rodr.
- Epidendrum celicense Hágsater & Dodson
- Epidendrum celsiae J.S.Moreno & Hágsater
- Epidendrum centronum Hágsater & Dodson
- Epidendrum centropetalum Rchb.f.
- Epidendrum cereiflorum Garay & Dunst.
- Epidendrum cerinum Schltr.
- Epidendrum cernuum Kunth
- Epidendrum cesar-fernandezii Carnevali & I.Ramírez
- Epidendrum ceticaudatum Rinc.-González, Villanueva & E.Santiago
- Epidendrum chachapoyarum Chocce, Hágsater, M.E.Acuña & Vega-Vera
- Epidendrum chalcochromum Hágsater
- Epidendrum chalmersii Hágsater & Ric.Fernández
- Epidendrum chanchamayodifforme Hágsater & L.Sánchez
- Epidendrum chaoticum Hágsater & E.Santiago
- Epidendrum chaparense Dodson & R.Vásquez
- Epidendrum chaquirense Hágsater & L.Sánchez
- Epidendrum charpinii Hágsater & E.Santiago
- Epidendrum chartacifolium Hágsater & Sánchez Sald.
- Epidendrum chauvetii Hágsater & L.Sánchez
- Epidendrum chespiritorum Karremans
- Epidendrum chiguindense Hágsater & Dodson
- Epidendrum chilcalorum Hágsater, Reina-Rodr. & Rodr.-Mart.
- Epidendrum chimantense Hágsater & Carnevali
- Epidendrum chinchaoense Hágsater, D.Trujillo & E.Santiago
- Epidendrum chingazaense Hágsater, E.Santiago & Uribe Vélez
- Epidendrum chioneoides Carnevali & G.A.Romero
- Epidendrum chioneum Lindl.
- Epidendrum chiquiribambense Hágsater & Dodson
- Epidendrum chirripoense Hágsater
- Epidendrum chisquillense Hágsater, Edquén & Cisneros
- Epidendrum chloe Rchb.f.
- Epidendrum chloidophyllum Rchb.f. ex Hágsater & Dodson
- Epidendrum chlorinum Barb.Rodr.
- Epidendrum chlorocorymbos Schltr.
- Epidendrum chloronanum Hágsater & Cisneros
- Epidendrum chlorops Rchb.f.
- Epidendrum choccei M.E.Acuña, Hágsater & E.Santiago
- Epidendrum chogoncolonchense Hágsater & Dodson
- Epidendrum chondrochilum F.Lehm. & Kraenzl.
- Epidendrum chotaense Chocce, Hágsater & Vega-Vera
- Epidendrum chrisii-sharoniae L.Valenz. & E.Santiago
- Epidendrum christensonii Hágsater & E.Santiago
- Epidendrum chrysanthum Hágsater & Dodson
- Epidendrum chrysomyristicum Hágsater & E.Santiago
- Epidendrum chugurense Hágsater, E.Santiago, L.Dávila & Chilón
- Epidendrum churubambense Ocupa, J.Duarte, E.Santiago & Hágsater
- Epidendrum churunense Garay & Dunst.
- Epidendrum chuspipatense Hágsater & R.Vásquez
- Epidendrum ciliare L.
- Epidendrum ciliipetalum (Garay) Hágsater & E.Santiago
- Epidendrum cilioccidentale Hágsater & L.Sánchez
- Epidendrum cinnabarinum Salzm. ex Lindl.
- Epidendrum circinatum Ames
- Epidendrum cirrhochiloides Hágsater & E.Santiago
- Epidendrum cirrhochilum F.Lehm. & Kraenzl.
- Epidendrum cirrhohirtzii Hágsater & E.Santiago
- Epidendrum citrinanthum Hágsater
- Epidendrum citrochlorinum Hágsater & Dodson
- Epidendrum citroserpens Hágsater, Cisneros & J.Duarte
- Epidendrum citrosmum Hágsater
- Epidendrum clarkii Hágsater & E.Santiago
- Epidendrum claustralis Hágsater & W.C.Navarro
- Epidendrum clavadista Hágsater & Collantes
- Epidendrum claviculatum W.Wright
- Epidendrum cleefii Hágsater & E.Santiago
- Epidendrum cleistocoleum Hágsater & E.Santiago
- Epidendrum cleistogastrium Hágsater & Dodson
- Epidendrum clowesii Bateman ex Lindl.
- Epidendrum cnemidophorum Lindl.
- Epidendrum cobigoi Sambin & Chiron
- Epidendrum cochabambanum Dodson & R.Vásquez
- Epidendrum cochlidium Lindl.
- Epidendrum cocoense Hágsater
- Epidendrum coconucoense Hágsater, E.Santiago & Uribe Vélez
- Epidendrum cocornocturnum Hágsater
- Epidendrum cocuyense Hágsater & E.Santiago
- Epidendrum cogniauxianum Hoehne
- Epidendrum coilotrienum Hágsater & L.Sánchez
- Epidendrum colanense Hágsater & E.Santiago
- Epidendrum colibri Karremans
- Epidendrum colliculosum Hágsater & E.Santiago
- Epidendrum colombianum A.D.Hawkes
- Epidendrum commelinispathum Carnevali & I.Ramírez
- Epidendrum commelinoides Schltr.
- Epidendrum compressibulbum D.E.Benn. & Christenson
- Epidendrum compressum Griseb.
- Epidendrum concavilabium C.Schweinf.
- Epidendrum concavitridentes Hágsater, Edquén & E.Santiago
- Epidendrum condorense Hágsater & Dodson
- Epidendrum condornocturnum Hágsater & Tobar
- Epidendrum confertum Ames & C.Schweinf.
- Epidendrum congestum Rolfe
- Epidendrum connatum Hágsater & E.Santiago
- Epidendrum conopseum R.Br.
- Epidendrum conservatorum Karremans
- Epidendrum constricolumna Hágsater, Chocce & E.Santiago
- Epidendrum constrictum Hágsater & E.Santiago
- Epidendrum convergens Garay & Dunst.
- Epidendrum cooperianum Bateman
- Epidendrum coordinatum Rchb.f.
- Epidendrum corallinum Hágsater
- Epidendrum cordatum Ruiz & Pav.
- Epidendrum cordiforme C.Schweinf.
- Epidendrum coriifolium Lindl.
- Epidendrum cornanthera F.Lehm. & Kraenzl.
- Epidendrum cornicallosum Foldats
- Epidendrum cornurepens Hágsater, H.Ferrer & L.Sánchez
- Epidendrum cornutum Lindl.
- Epidendrum coronatum Ruiz & Pav.
- Epidendrum coroshaense Hágsater, Edquén & E.Santiago
- Epidendrum corymborkiphyllum Hágsater & E.Santiago
- Epidendrum corymbosum Ruiz & Pav.
- Epidendrum coryophorum (Kunth) Rchb.f.
- Epidendrum costanense Hágsater & Carnevali
- Epidendrum costatum A.Rich. & Galeotti
- Epidendrum cotacachiense Hágsater & Dodson
- Epidendrum cottoniiflorum (Rchb.f.) Hágsater
- Epidendrum coxianum Rchb.f.
- Epidendrum crassinervium Kraenzl.
- Epidendrum crassum C.Schweinf.
- Epidendrum cremersii Hágsater & L.Sánchez
- Epidendrum crenulidifforme L.Sánchez & Hágsater
- Epidendrum crescentilobum Ames
- Epidendrum criniferum Rchb.f.
- Epidendrum cristatum Ruiz & Pav.
- Epidendrum croatii Hágsater
- Epidendrum croceoserpens Hágsater & Salas Guerr.
- Epidendrum croceum Ruiz & Pav.
- Epidendrum cruciforme Hágsater & E.Santiago
- Epidendrum cryptanthum L.O.Williams
- Epidendrum cryptopateras Hágsater & Courtinard
- Epidendrum cryptorhachis Hágsater
- Epidendrum cryptotropis Hágsater, Collantes & E.Santiago
- Epidendrum cuatrecasasii Garay
- Epidendrum cuchibambae F.Lehm. & Kraenzl.
- Epidendrum cuencanum Schltr.
- Epidendrum cuicochaense Hágsater & Dodson
- Epidendrum culmiforme Schltr.
- Epidendrum cuneatoides Dodson ex Hágsater
- Epidendrum cuneatum Schltr.
- Epidendrum cuniculatum Schltr.
- Epidendrum cupreum F.Lehm. & Kraenzl.
- Epidendrum curimarcense Hágsater, W.C.Navarro & H.R.Quispe
- Epidendrum curtisii A.D.Hawkes
- Epidendrum curvisepalum Hágsater & Dressler
- Epidendrum cusii Hágsater
- Epidendrum cusiyacoense Kolan. & Szlach.
- Epidendrum cuyujense Hágsater & Dodson
- Epidendrum cyclolobum Hágsater & E.Santiago
- Epidendrum cyclopterum Schltr.
- Epidendrum cyclotylosum Hágsater
- Epidendrum cylindraceum Lindl.
- Epidendrum cylindrostachys Rchb.f. & Warsz.
- Epidendrum cylindrostenophyllum Hágsater & Dodson
- Epidendrum cymbiglossum Hágsater
- Epidendrum cyparisii Hágsater, Charly & Viscardi
- Epidendrum cystosum Ames
- Epidendrum dactyloclinium Hágsater & Dodson
- Epidendrum dactylodes Rchb.f. ex Hágsater
- Epidendrum dalessandroi Hágsater & Dodson
- Epidendrum dalstromii Dodson
- Epidendrum dariense Hágsater, Kolan. & L.Sánchez
- Epidendrum dasyanthum Hágsater
- Epidendrum davidsei Hágsater
- Epidendrum davilae Hágsater, E.Santiago & R.M.Cavero
- Epidendrum dayseae Krahl & Hágsater
- Epidendrum decurviflorum Schltr.
- Epidendrum deditae Hágsater & Krahl
- Epidendrum degranvillei Hágsater & L.Sánchez
- Epidendrum dejeaniae Chiron, Hágsater & L.Sánchez
- Epidendrum delcastilloi D.E.Benn. & Christenson
- Epidendrum delsyae Hágsater & Cisneros
- Epidendrum deltastachyum Hágsater & E.Santiago
- Epidendrum deltochilum Hágsater & E.Santiago
- Epidendrum deltogastropodium Hágsater & E.Santiago
- Epidendrum deltoglossum Garay & Dunst.
- Epidendrum deltoideoviridis Hágsater
- Epidendrum dendrobii Rchb.f.
- Epidendrum dendrobioides Thunb.
- Epidendrum dendromacroophorum Hágsater, E.Santiago & O.Pérez
- Epidendrum densiflorum Hook.
- Epidendrum densifolium Kraenzl.
- Epidendrum denticulatum Barb.Rodr.
- Epidendrum dentiferum Ames & C.Schweinf.
- Epidendrum dentilobum Ames, F.T.Hubb. & C.Schweinf.
- Epidendrum deorsus Hágsater & E.Santiago
- Epidendrum dermatanthum Kraenzl.
- Epidendrum dialychilum Hágsater & Dodson
- Epidendrum dialyrhombicum Hágsater & Dodson
- Epidendrum diamantinense K.G.Lacerda & V.P.Castro
- Epidendrum dianae Sambin & Chiron
- Epidendrum dichaeoides Carnevali & G.A.Romero
- Epidendrum dichotomum C.Presl
- Epidendrum difforme Jacq.
- Epidendrum diffusum Sw.
- Epidendrum dilochioides L.O.Williams
- Epidendrum diommoides Hágsater, Edquén & E.Santiago
- Epidendrum diommum Hágsater & Chocce
- Epidendrum diosanense Hágsater, Edquén & E.Santiago
- Epidendrum diothonaeoides Schltr.
- Epidendrum diphyllum Schltr.
- Epidendrum dipus Lindl.
- Epidendrum discoidale Lindl.
- Epidendrum dixiorum Hágsater
- Epidendrum dodii L.Sánchez & Hágsater
- Epidendrum dodsonii Hágsater & E.Santiago
- Epidendrum dolichobotryoides Hágsater, E.Santiago & Chocce
- Epidendrum dolichocaulum Hágsater & A.G.Diaz
- Epidendrum dolichochlamys Hágsater & E.Santiago
- Epidendrum dolichoporpax Hágsater
- Epidendrum dolichorhachis Hágsater & Dodson
- Epidendrum dorsocarinatum Hágsater
- Epidendrum dosbocasense Hágsater
- Epidendrum dressleri Hágsater
- Epidendrum dugandianum A.D.Hawkes
- Epidendrum dukei Kolan. & Mystkowska
- Epidendrum dunstervillei A.D.Hawkes
- Epidendrum dunstervilleorum Foldats
- Epidendrum durum Lindl.
- Epidendrum dwyeri Hágsater
- Epidendrum dwyerioides Hágsater & E.Santiago
- Epidendrum eburneum Rchb.f.
- Epidendrum echinatum Løjtnant
- Epidendrum eduardo-perezii Hágsater & E.Santiago
- Epidendrum edwardsii Ames
- Epidendrum effusipetalum Hágsater, Edquén & E.Santiago
- Epidendrum elatum C.Schweinf.
- Epidendrum elcimeyae Hágsater & García-Cruz
- Epidendrum elegantissimum F.Lehm. & Kraenzl.
- Epidendrum elephantinum Hágsater
- Epidendrum elephantotis Hágsater & L.Sánchez
- Epidendrum elleanthodiceras Hágsater & E.Santiago
- Epidendrum elleanthoides Schltr.
- Epidendrum ellemanniae Hágsater & Dodson
- Epidendrum ellipsophyllum L.O.Williams
- Epidendrum ellipticum Graham
- Epidendrum ellisii Rolfe
- Epidendrum enantilobum Hágsater
- Epidendrum endresii Rchb.f.
- Epidendrum englerianum F.Lehm. & Kraenzl.
- Epidendrum englerioides Hágsater, Uribe Vélez & Cisneros
- Epidendrum envigadoense Hágsater
- Epidendrum epidendroides (Garay) Mora-Ret. & García Castro
- Epidendrum erectifolium Hágsater & L.Sánchez
- Epidendrum erectum Brieger & Bicalho
- Epidendrum erica-moroniae Hágsater & E.Santiago
- Epidendrum erikae Hágsater & E.Santiago
- Epidendrum eriksenii Hágsater & Dodson
- Epidendrum erosum Ames & C.Schweinf.
- Epidendrum erythrostigma Hágsater
- Epidendrum escobarianum Garay
- Epidendrum esmeraldense Hágsater, H.Medina & E.Santiago
- Epidendrum esperanza-mejiae Hágsater & Uribe Vélez
- Epidendrum espiritu-santense Dodson & R.Vásquez
- Epidendrum estrellense Ames
- Epidendrum euchroma Schltr.
- Epidendrum eugenii Schltr.
- Epidendrum eustirum Ames, F.T.Hubb. & C.Schweinf.
- Epidendrum evelynae Rchb.f.
- Epidendrum exaltatum Kraenzl.
- Epidendrum examinis S.Rosillo
- Epidendrum exasperatum Rchb.f.
- Epidendrum excelsum C.Schweinf.
- Epidendrum excisum Lindl.
- Epidendrum exiguum Ames & C.Schweinf.
- Epidendrum exile Ames
- Epidendrum eximium L.O.Williams
- Epidendrum fagerlindii Hágsater & Dodson
- Epidendrum falcatum Lindl.
- Epidendrum falcisepalum F.Lehm. & Kraenzl.
- Epidendrum falcivesicicaule Hágsater & E.Santiago
- Epidendrum falsigarayi Hágsater & Karremans
- Epidendrum falsiloquum Rchb.f.
- Epidendrum falsiquisayanum Hágsater & E.Santiago
- Epidendrum falsum Rchb.f.
- Epidendrum farallocernuum Hágsater & E.Santiago
- Epidendrum farallonense Hágsater
- Epidendrum farfanii Hágsater, E.Santiago & Uribe Vélez
- Epidendrum fastigiatum Lindl.
- Epidendrum ferreyrae Hágsater & Ric.Fernández
- Epidendrum ferrugineum Ruiz & Pav.
- Epidendrum festucoides Kraenzl.
- Epidendrum filamentosum Kraenzl.
- Epidendrum filicaule Lindl.
- Epidendrum filipetalum Hágsater, E.Santiago & J.M.Vélez
- Epidendrum fimbriatum Kunth
- Epidendrum findlingiae Hágsater, Dalström & Ruíz Pérez
- Epidendrum firmum Rchb.f.
- Epidendrum flabellilobatum Hágsater & Medina Tr.
- Epidendrum flammeum E.M.Pessoa & M.Alves
- Epidendrum flexicaule Schltr.
- Epidendrum flexuoecallosum Hágsater & E.Santiago
- Epidendrum flexuosissimum C.Schweinf.
- Epidendrum flexuosum G.Mey.
- Epidendrum floridense Hágsater
- Epidendrum foldatsii Hágsater & Carnevali
- Epidendrum folsomii Hágsater & E.Santiago
- Epidendrum forcipatoides Hágsater
- Epidendrum forcipatum C.Schweinf.
- Epidendrum fortunae Hágsater & Dressler
- Epidendrum fosbergii Hágsater & Dodson
- Epidendrum francisci Chocce, Hágsater & M.E.Acuña
- Epidendrum franckei Hágsater
- Epidendrum fraternum Schltr.
- Epidendrum frechetteanum D.E.Benn. & Christenson
- Epidendrum freireanum Hágsater & E.Santiago
- Epidendrum friderici-guilielmi Warsz. ex Lindl.
- Epidendrum frigidum Linden ex Lindl.
- Epidendrum fritzianum Hoehne
- Epidendrum fritzicardium Hágsater & E.Santiago
- Epidendrum fritzidalessandroi Hágsater & E.Santiago
- Epidendrum fritzimegalotylosum Hágsater & E.Santiago
- Epidendrum frons-bovis Kraenzl.
- Epidendrum frutex Rchb.f.
- Epidendrum fruticetorum Schltr.
- Epidendrum fruticosum Pav. ex Lindl.
- Epidendrum fruticulus Schltr.
- Epidendrum fujimorianum D.E.Benn. & Christenson
- Epidendrum fulfordianum Pupulin & Karremans
- Epidendrum fulgens Brongn.
- Epidendrum fusagasugaense E.Parra, Hágsater & L.Sánchez
- Epidendrum fuscinum (Dressler) Hágsater
- Epidendrum fusiforme (Lindl.) Rchb.f.
- Epidendrum gabanense Hágsater & E.Santiago
- Epidendrum gaertelmaniae Hágsater & O.Pérez
- Epidendrum galeochilum Hágsater & Dressler
- Epidendrum galeottianum A.Rich. & Galeotti
- Epidendrum galianoi Hágsater, E.Santiago, J.Duarte & L.Valenz.
- Epidendrum garayi Løjtnant
- Epidendrum garcia-esquivelii Hágsater & L.Sánchez
- Epidendrum garciae Pabst
- Epidendrum gasteriferum Scheeren
- Epidendrum gastrochilum Kraenzl.
- Epidendrum gastropodium Rchb.f.
- Epidendrum gelisii Hágsater
- Epidendrum geminatum Schltr.
- Epidendrum geminiflorum Kunth
- Epidendrum geminiochraceum Hágsater, E.Santiago & Medina Tr.
- Epidendrum geminisuborbiculatum Hágsater, E.Santiago & Medina Tr.
- Epidendrum geniculatum Barb.Rodr.
- Epidendrum gentryi Dodson
- Epidendrum gerlachianum Hágsater, O.Pérez & E.Santiago
- Epidendrum gibbosum L.O.Williams
- Epidendrum giraldo-canasii Hágsater, O.Pérez & E.Santiago
- Epidendrum glabrilabium (Szlach. & Kolan.) J.M.H.Shaw
- Epidendrum globiflorum F.Lehm. & Kraenzl.
- Epidendrum globuliferum Karremans
- Epidendrum gloria-imperatrix Hágsater & G.Calat.
- Epidendrum glossaspis Rchb.f.
- Epidendrum glossoceras Rchb.f. & Warsz.
- Epidendrum glossoclinium Hágsater & Dodson
- Epidendrum glumarum Hamer & Garay
- Epidendrum gnomoides Hágsater
- Epidendrum gnomus Schltr.
- Epidendrum goebelii Schltr.
- Epidendrum golondrinense Hágsater & Dodson
- Epidendrum gomezii Schltr.
- Epidendrum gongorarum Hágsater, Pfahl & Cisneros
- Epidendrum goniorhachis Schltr.
- Epidendrum gracilibracteatum Hágsater & Dodson
- Epidendrum gracillimum Rchb.f. & Warsz.
- Epidendrum grammipetalostachyum Hágsater & E.Santiago
- Epidendrum grand-ansense Nir
- Epidendrum gratiosum Rchb.f.
- Epidendrum gratissimum (Rchb.f.) Hágsater & Dodson
- Epidendrum grayi Hágsater & Dodson
- Epidendrum grayumii Hágsater & E.Santiago
- Epidendrum greenwoodii Hágsater
- Epidendrum gregorii Hágsater
- Epidendrum grenadense Hágsater & E.Santiago
- Epidendrum guacamayense Hágsater & Dodson
- Epidendrum guagra-urcuense Hágsater & Dodson
- Epidendrum gualaquicense Hágsater & Dodson
- Epidendrum guanacasense Hágsater & Dodson
- Epidendrum guanacastense Ames & C.Schweinf.
- Epidendrum guaramacalense Hágsater
- Epidendrum guaridense Hágsater & E.Santiago
- Epidendrum guerrerense Hágsater & García-Cruz
- Epidendrum guiardianum Sambin, Essers & Chiron
- Epidendrum guillermoi P.Ortiz
- Epidendrum guislainae Hágsater & C.Soto
- Epidendrum gygorum Hágsater, E.Santiago & Cisneros
- Epidendrum gymnochlamys Hágsater & E.Santiago
- Epidendrum haberi Hágsater & L.Sánchez
- Epidendrum haematanthum Schltr.
- Epidendrum haenkeanum C.Presl
- Epidendrum hagsateri Christenson
- Epidendrum hajekii R.Vásquez & Dodson
- Epidendrum hamatum (Garay) Dressler
- Epidendrum hameri Hágsater & L.Sánchez
- Epidendrum hammelii Hágsater & L.Sánchez
- Epidendrum hardingiae J.S.Moreno, Hágsater & L.Sánchez
- Epidendrum harlingii Hágsater & Dodson
- Epidendrum harmsianum Kraenzl.
- Epidendrum harrisoniae Hook.
- Epidendrum hartmanii Hágsater & L.Sánchez
- Epidendrum hartmanniorum Karremans & M.Díaz
- Epidendrum hassleri Cogn.
- Epidendrum hawkesii A.H.Heller
- Epidendrum heliconaense Hágsater & E.Santiago
- Epidendrum hellerianum A.D.Hawkes
- Epidendrum hemihenomenum Hágsater & Dodson
- Epidendrum hemiscleria Rchb.f.
- Epidendrum hemisclerioides (Kraenzl.) Hágsater & Dodson
- Epidendrum henschenii Barb.Rodr.
- Epidendrum heringeri Hágsater
- Epidendrum hernandoi (Szlach. & Kolan.) J.M.H.Shaw
- Epidendrum herrenhusanum Hágsater
- Epidendrum hesperium Hágsater & E.Santiago
- Epidendrum heterobracteatum Hágsater & H.Medina
- Epidendrum heterodoxum Rchb.f.
- Epidendrum heterothoneum (Rchb.f. & Warsz.) Hágsater & Dodson
- Epidendrum hexagonum Hágsater & Dodson
- Epidendrum hirtzipaniculatum Hágsater & E.Santiago
- Epidendrum hitchcockii Hágsater & Dodson
- Epidendrum holochilum (Schltr.) Mansf. ex Hágsater
- Epidendrum hololeucum Barb.Rodr.
- Epidendrum holstii Hágsater & Carnevali
- Epidendrum holtonii Hágsater & L.Sánchez
- Epidendrum hombersleyi Summerh.
- Epidendrum homeieri Hágsater & E.Santiago
- Epidendrum homoion Hágsater & Dodson
- Epidendrum hondurense Ames
- Epidendrum hookerianum Rchb.f.
- Epidendrum hopfianum Schltr.
- Epidendrum horichii Hágsater
- Epidendrum hornitense Hágsater & L.Sánchez
- Epidendrum huamantuparum Hágsater & E.Santiago
- Epidendrum huaytianum Hágsater
- Epidendrum hueycantenangense Hágsater & García-Cruz
- Epidendrum hugomedinae Hágsater & Dodson
- Epidendrum humeadorense Hágsater & Dodson
- Epidendrum humidicola Schltr.
- Epidendrum hunterianum Schltr.
- Epidendrum hurtadoi Hágsater, Uribe Vélez & De Arcos
- Epidendrum hutchisonii Hágsater
- Epidendrum hyalinilabrum Hágsater, Reina-Rodr. & Cisneros
- Epidendrum hygrohylephilum Hágsater & E.Santiago
- Epidendrum hymenodes Lindl.
- Epidendrum hypoporphyreum Hágsater, E.Santiago & E.Parra
- Epidendrum iang-rondonii M.Bonilla, Hágsater & L.Sánchez
- Epidendrum ibaguense Kunth
- Epidendrum ibarrae R.González
- Epidendrum idroboi Hágsater
- Epidendrum igneosicola G.A.Romero, Carnevali & Hágsater
- Epidendrum igneum Hágsater
- Epidendrum iguagoi Hágsater & Dodson
- Epidendrum ilense Dodson
- Epidendrum ilinizae Hágsater & Dodson
- Epidendrum ilinizaincomptum Hágsater
- Epidendrum iltisorum Dodson
- Epidendrum imitans Schltr.
- Epidendrum imperator Hágsater
- Epidendrum imthurnii Ridl.
- Epidendrum inamoenum Kraenzl.
- Epidendrum incahuamanii Collantes & Hágsater
- Epidendrum incapachychilum Hágsater & E.Santiago
- Epidendrum incognitum Hágsater, E.Santiago & J.Duarte
- Epidendrum incomptoides Ames, F.T.Hubb. & C.Schweinf.
- Epidendrum incomptum Rchb.f.
- Epidendrum indanzense Hágsater & Dodson
- Epidendrum indecoratum Schltr.
- Epidendrum infaustum Rchb.f.
- Epidendrum infundibulum Hágsater & E.Santiago
- Epidendrum ingrabrachyphyllum Hágsater & E.Santiago
- Epidendrum ingramii Hágsater & García-Cruz
- Epidendrum inhibitiosum Karremans & Mel.Fernández
- Epidendrum inornatum Schltr.
- Epidendrum insectiferum Lindl.
- Epidendrum insignificans Hágsater & Dodson
- Epidendrum insolatum Barringer
- Epidendrum insulanum Schltr.
- Epidendrum integrinanum Hágsater
- Epidendrum intermixtum Ames & C.Schweinf.
- Epidendrum intertextum F.Lehm. & Kraenzl.
- Epidendrum involutum Hágsater & E.Santiago
- Epidendrum ionophyllum P.Ortiz
- Epidendrum ionostachyum Hágsater, E.Santiago & García-Revelo
- Epidendrum iridicolor Karremans
- Epidendrum isaucapitellatum Hágsater & E.Santiago
- Epidendrum isis Hágsater & Dodson
- Epidendrum isomerum Schltr.
- Epidendrum isthmi Schltr.
- Epidendrum isthmoides Hágsater & E.Santiago
- Epidendrum itacolomiense E.M.Pessoa & L.G.Pedrosa
- Epidendrum ivan-portillae Hágsater & H.Medina
- Epidendrum ixilum Hágsater, Archila & Chiron
- Epidendrum jacarandichromum Hágsater, E.Santiago & Uribe Vélez
- Epidendrum jajense Rchb.f.
- Epidendrum jalcaense Chocce, Dalström, Hágsater & J.Arnaiz
- Epidendrum jamaicense Lindl.
- Epidendrum jamiesonis Rchb.f.
- Epidendrum jarae D.E.Benn. & Christenson
- Epidendrum jaramilloae Hágsater & Dodson
- Epidendrum jasminosmum Hágsater & Dodson
- Epidendrum jativae Dodson
- Epidendrum jatunsachanum Dodson & Hágsater
- Epidendrum jefeallenii Hágsater & García-Cruz
- Epidendrum jefestigma Hágsater & García-Cruz
- Epidendrum jejunum Rchb.f.
- Epidendrum jessupiorum Hágsater & Dodson
- Epidendrum jimburense Hágsater & Dodson
- Epidendrum jimenezii Hágsater
- Epidendrum joaquin-ortizii Hágsater, E.Santiago & Salas Guerr.
- Epidendrum johnstonii Ames
- Epidendrum jorge-warneri Karremans & Hágsater
- Epidendrum jose-alvarezii Hágsater, Gut.Peralta & Nauray
- Epidendrum josianae M.Frey & V.P.Castro
- Epidendrum juergensenii Rchb.f.
- Epidendrum kabirii Hágsater & E.Santiago
- Epidendrum kalloneuron Kraenzl.
- Epidendrum kanehirae Hágsater
- Epidendrum kapuleri (Szlach. & Kolan.) J.M.H.Shaw
- Epidendrum karstenii Rchb.f.
- Epidendrum katarun-yariku Hágsater & Wrazidlo
- Epidendrum kautskyi Pabst
- Epidendrum kerichilum Hágsater
- Epidendrum kerryae Hágsater & L.Sánchez
- Epidendrum killipii Hágsater & L.Sánchez
- Epidendrum kirkbridei Hágsater & E.Santiago
- Epidendrum klotzscheanum Rchb.f.
- Epidendrum klugii Hágsater & L.Sánchez
- Epidendrum kockii Hágsater & Dodson
- Epidendrum kolanowskae Hágsater, O.Pérez & E.Santiago
- Epidendrum kosnipataense Hágsater, E.Santiago & J.Duarte
- Epidendrum krukoffii Hágsater, J.M.P.Cordeiro & Krahl
- Epidendrum kuelapense (Szlach. & Mytnik) J.M.H.Shaw
- Epidendrum kusibabii Szlach., Kulak, Rutk. & Marg.
- Epidendrum kymatochilum Hágsater & Dodson
- Epidendrum labrychilum Hágsater, Edquén & E.Santiago
- Epidendrum laceratum C.Schweinf.
- Epidendrum lacertinum Lindl.
- Epidendrum laciniatum Zambrano & Hágsater
- Epidendrum laciniitropis Hágsater
- Epidendrum lacteum Dressler
- Epidendrum lacustre Lindl.
- Epidendrum laeve Lindl.
- Epidendrum lagenocolumna Hágsater & L.Sánchez
- Epidendrum lagenomorphum Hágsater & Dodson
- Epidendrum lagotis Rchb.f.
- Epidendrum lambeauanum De Wild.
- Epidendrum lamprochilum Hágsater
- Epidendrum lanceolatum Bradford ex Griseb.
- Epidendrum lancilabium Schltr.
- Epidendrum lanioides Schltr.
- Epidendrum lanipes Lindl.
- Epidendrum lankesteri Ames
- Epidendrum larae Dodson & R.Vásquez
- Epidendrum lasiostachyum Rodr.-Mart., Hágsater & E.Santiago
- Epidendrum laterale Rolfe
- Epidendrum laterinocturnum Hágsater
- Epidendrum lateritium Hágsater & Jenny
- Epidendrum latibracteum Kraenzl.
- Epidendrum latilabre Lindl.
- Epidendrum latisegmentum C.Schweinf.
- Epidendrum latorreorum Chocce, Hágsater & Dalström
- Epidendrum laucheanum Bonhof ex Rolfe
- Epidendrum laurelense Hágsater & Dodson
- Epidendrum lavendulum Hágsater
- Epidendrum lawessonii Hágsater & Dodson
- Epidendrum laxicaule D.E.Benn. & Christenson
- Epidendrum laxifoliatum Schltr.
- Epidendrum lechleri Rchb.f.
- Epidendrum leeanum (Rchb.f.) Hágsater
- Epidendrum lehmannii Rchb.f.
- Epidendrum leimebambense Hágsater
- Epidendrum leiomesomicron Hágsater & E.Santiago
- Epidendrum lembotylosum Hágsater & Dodson
- Epidendrum leonii D.E.Benn. & Christenson
- Epidendrum leonorae Hágsater, O.Pérez & E.Santiago
- Epidendrum leopardihamatum Hágsater & Est.Domínguez
- Epidendrum leptanthum Hágsater
- Epidendrum leptopetalum Zambrano & Hágsater
- Epidendrum leptophytum Hágsater
- Epidendrum lesteri Hágsater & Dodson
- Epidendrum leucochilum Link, Klotzsch & Otto
- Epidendrum leucolasium Hágsater & E.Santiago
- Epidendrum leucolistron Hágsater, F.Werner & E.Santiago
- Epidendrum leuconanum Hágsater & L.Valenz.
- Epidendrum leucosmoalpicola Hágsater & García-Llatas
- Epidendrum lezlieae R.Vásquez & Ibisch
- Epidendrum libiae Hágsater, García Lopera & Est.Domínguez
- Epidendrum lignosum Lex.
- Epidendrum liguliferum C.Schweinf.
- Epidendrum lilacinoides Hágsater & E.Santiago
- Epidendrum lilijae Foldats
- Epidendrum lima Lindl.
- Epidendrum lindae Hágsater & Dodson
- Epidendrum lindamazonicum Hágsater & G.Calat.
- Epidendrum lindbergii Rchb.f.
- Epidendrum linderi Hágsater & E.Santiago
- Epidendrum linearidiforme Hágsater & L.Sánchez
- Epidendrum lirion Hágsater & Dodson
- Epidendrum litense Hágsater & Dodson
- Epidendrum litteraense Hágsater, E.Santiago & Uribe Vélez
- Epidendrum littorale Hágsater & Dodson
- Epidendrum lizethae Hágsater, Rinc.-Useche & L.Sánchez
- Epidendrum llactapataense D.E.Benn. & Christenson
- Epidendrum llatasii Hágsater, A.G.Diaz & E.Santiago
- Epidendrum llaviucoense Hágsater & Dodson
- Epidendrum lloense (Lindl.) Hágsater & Dodson
- Epidendrum lockhartioides Schltr.
- Epidendrum loefgrenii Cogn.
- Epidendrum loejtnantii Hágsater & Dodson
- Epidendrum longibracteatum Hágsater
- Epidendrum longicaule (L.O.Williams) L.O.Williams
- Epidendrum longicolle Lindl.
- Epidendrum longipetalum A.Rich. & Galeotti
- Epidendrum longirepens (C.Schweinf.) C.Schweinf.
- Epidendrum lopezii Hágsater
- Epidendrum lophotropis Hágsater & Dodson
- Epidendrum lowilliamsii García-Cruz
- Epidendrum loxense F.Lehm. & Kraenzl.
- Epidendrum luceroae J.S.Moreno, Hágsater, E.Santiago & García-Revelo
- Epidendrum luckei I.Bock
- Epidendrum lueri Dodson & Hágsater
- Epidendrum lufinorum Ocupa & Hágsater
- Epidendrum luis-sanchezii Hágsater, E.Parra & O.Pérez
- Epidendrum luizae Krahl, Hágsater & Chiron
- Epidendrum lumbaquiense Hágsater & Dodson
- Epidendrum lunatus Hágsater, A.G.Diaz & Olórtegui
- Epidendrum luteostenophyton Hágsater, Edquén & E.Santiago
- Epidendrum lutescens Hágsater, E.Santiago & J.Duarte
- Epidendrum luteynii Hágsater & E.Santiago
- Epidendrum lutheri Hágsater
- Epidendrum macarense Hágsater & L.Sánchez
- Epidendrum macasense Hágsater & Dodson
- Epidendrum macbridei C.Schweinf.
- Epidendrum macdougallii (Hágsater) Hágsater
- Epidendrum machinense M.F.Escal. & Rinc.-González
- Epidendrum macphersonii Hágsater & E.Santiago
- Epidendrum macrocarpum Rich.
- Epidendrum macroceras Schltr.
- Epidendrum macroclinium Hágsater
- Epidendrum macrocyphum Kraenzl.
- Epidendrum macrogastrium Kraenzl.
- Epidendrum macroilinizae Hágsater, Cisneros & J.Duarte
- Epidendrum macroophorum Hágsater & Dodson
- Epidendrum macrophysum Hágsater, O.Pérez & E.Santiago
- Epidendrum macropodum Rchb.f.
- Epidendrum macrum Dressler
- Epidendrum macuchiense Hágsater & E.Santiago
- Epidendrum maderoi Schltr.
- Epidendrum madsenii Hágsater & Dodson
- Epidendrum maduroi Hágsater & García-Cruz
- Epidendrum magalhaesii Schltr.
- Epidendrum magdalenense Porto & Brade
- Epidendrum magnibracteatum Ames
- Epidendrum magnibracteum Kraenzl.
- Epidendrum magnicallosum C.Schweinf.
- Epidendrum magnificum Schltr.
- Epidendrum magnisaxicola Hágsater, Edquén & E.Santiago
- Epidendrum mainauanum Hágsater & H.Medina
- Epidendrum maldonadoense Hágsater & Dodson
- Epidendrum malmoense Hágsater, C.L.Castro & Betancur
- Epidendrum mamapachae Hágsater, F.O.Espinosa & E.Santiago
- Epidendrum manarae Foldats
- Epidendrum mancum Lindl.
- Epidendrum maniespinosarum Hágsater & F.O.Espinosa
- Epidendrum manta-birostris Karremans
- Epidendrum mantinianum Rolfe
- Epidendrum mantiqueranum Porto & Brade
- Epidendrum mantis-religiosae Hágsater
- Epidendrum marcapatense Hágsater & Ric.Fernández
- Epidendrum marci-jimeneziorum Hágsater & R.Jiménez
- Epidendrum marciae Hágsater & E.Santiago
- Epidendrum marioi Zambrano & Hágsater
- Epidendrum marmoratum A.Rich. & Galeotti
- Epidendrum maroniense Hágsater & E.Santiago
- Epidendrum marsiorum R.Vásquez & Ibisch
- Epidendrum marsupiale F.Lehm. & Kraenzl.
- Epidendrum martianum Lindl.
- Epidendrum martinezii L.Sánchez & Carnevali
- Epidendrum massif-hottense Hágsater
- Epidendrum mathewsii Rchb.f.
- Epidendrum mathildae Sambin, Essers & Chiron
- Epidendrum matudae L.O.Williams
- Epidendrum mavrodactylon Hágsater, Edquén & E.Santiago
- Epidendrum maxthompsonianum Hágsater & Dalström
- Epidendrum medinae Dodson
- Epidendrum medusae (Rchb.f.) Pfitzer
- Epidendrum medusichilum Hágsater, E.Santiago & Gal.-Tar.
- Epidendrum megagastrium Lindl.
- Epidendrum megalemmum Carnevali & G.A.Romero
- Epidendrum megalobambusiforme Hágsater & Villaf.
- Epidendrum megaloclinium Hágsater & Dodson
- Epidendrum megalocoleum Hágsater
- Epidendrum megalopentadactylum Hágsater & Huayta
- Epidendrum megalophyllostachyum Hágsater, E.Santiago & Rodr.-Mart.
- Epidendrum megalospathum Rchb.f.
- Epidendrum melanogastropodium Hágsater & Dodson
- Epidendrum melanoporphyreum Hágsater
- Epidendrum melanotrichoides Hágsater & Dodson
- Epidendrum melanoxeros Hágsater & Dodson
- Epidendrum melinanthum Schltr.
- Epidendrum melistagoides Hágsater & L.Sánchez
- Epidendrum melistagum Hágsater
- Epidendrum meracryptanthum Hágsater & E.Santiago
- Epidendrum meridense Hágsater & C.J.Jerez
- Epidendrum mesocarpum Hágsater
- Epidendrum mesogastropodium Hágsater & Dodson
- Epidendrum mesomicron Lindl.
- Epidendrum microanoglossum Hágsater & Karremans
- Epidendrum microcapitellatum Hágsater, Medina Tr. & E.Santiago
- Epidendrum microcardium Schltr.
- Epidendrum microcarpum Hágsater & Dodson
- Epidendrum microcattleya (Kraenzl.) Schltr.
- Epidendrum microcattleyioides D.E.Benn. & Christenson
- Epidendrum microcephalum Hágsater & L.Sánchez
- Epidendrum microcharis Rchb.f.
- Epidendrum microdendron Rchb.f.
- Epidendrum microdiothoneum Hágsater & Dodson
- Epidendrum microglossoides Hágsater & Dodson
- Epidendrum microglossum Schltr.
- Epidendrum micromarciae Hágsater & E.Santiago
- Epidendrum micronocturnum Carnevali & G.A.Romero
- Epidendrum microphyllum Lindl.
- Epidendrum microporpax Hágsater
- Epidendrum microrigidiflorum Hágsater
- Epidendrum microsecundum Hágsater & J.Duarte
- Epidendrum microtigriphyllum Ocupa, Hágsater & E.Santiago
- Epidendrum microtum (Lindl.) Hágsater & L.Sánchez
- Epidendrum milenae Dodson & R.Vásquez
- Epidendrum millei Schltr.
- Epidendrum milpoense Hágsater & E.Santiago
- Epidendrum mimeticum Carnevali & G.A.Romero
- Epidendrum mimopsis Hágsater & Dodson
- Epidendrum minarum Hoehne & Schltr.
- Epidendrum miniatum Schltr.
- Epidendrum mininocturnum Dodson
- Epidendrum minutidentatum C.Schweinf.
- Epidendrum minutiflorum C.Schweinf.
- Epidendrum mirabile Ames & C.Schweinf.
- Epidendrum miradoranum Dodson & D.E.Benn.
- Epidendrum miriamiae Karremans
- Epidendrum misasii Hágsater
- Epidendrum miserrimum Rchb.f.
- Epidendrum miserum Lindl.
- Epidendrum mittelstaedtii Hágsater
- Epidendrum mixtoides Hágsater & Dodson
- Epidendrum mixtum Schltr.
- Epidendrum mocinoi Hágsater
- Epidendrum modestissimum F.Lehm. & Kraenzl.
- Epidendrum modestum Rchb.f. & Warsz.
- Epidendrum mojandae Schltr.
- Epidendrum molanoi Rinc.-González, M.F.Escal., E.Santiago & J.S.Moreno
- Epidendrum molaui Hágsater & Dodson
- Epidendrum molinae P.Ortiz & Hágsater
- Epidendrum molle Rchb.f.
- Epidendrum molleturense Hágsater & Dodson
- Epidendrum monophlebium Hágsater
- Epidendrum monteagudoi Hágsater & E.Santiago
- Epidendrum montiargentatum Hágsater, E.Santiago & Á.J.Pérez
- Epidendrum montigenum Ridl.
- Epidendrum montis-narae Pupulin & L.Sánchez
- Epidendrum montiscampanario Hágsater, Edquén & E.Santiago
- Epidendrum montischillaense Hágsater, E.Santiago & Zambrano
- Epidendrum montisillinicense Hágsater & Dodson
- Epidendrum montispichinchense Hágsater & Dodson
- Epidendrum montistoletanum Hágsater & E.Santiago
- Epidendrum montserratense Nir
- Epidendrum monzonense Kraenzl.
- Epidendrum mora-retanae Hágsater
- Epidendrum morae P.Ortiz, Hágsater & L.E.Álvarez
- Epidendrum moralesii Hágsater, N.Gut. & E.Santiago
- Epidendrum morganii Dodson & Garay
- Epidendrum morilloi Hágsater & E.Santiago
- Epidendrum morimotoi V.P.Castro & Marçal
- Epidendrum moritzii Rchb.f.
- Epidendrum mormontoyi Collantes & Hágsater
- Epidendrum morochoi Hágsater
- Epidendrum moronense Dodson & Hágsater
- Epidendrum morrisii Hágsater & L.Cerv.
- Epidendrum moscozoi Hágsater & E.Santiago
- Epidendrum motozintlense Hágsater & L.Sánchez
- Epidendrum munchiquense Hágsater, E.Santiago & García-Revelo
- Epidendrum muricatisepalum Hágsater
- Epidendrum muricatoides Hágsater & Dodson
- Epidendrum muscicola Schltr.
- Epidendrum musciferum Lindl.
- Epidendrum mutelianum Cogn.
- Epidendrum mutisii Hágsater
- Epidendrum myodes Rchb.f.
- Epidendrum myrianthum Lindl.
- Epidendrum myrmecophorum Barb.Rodr.
- Epidendrum mytigastropodium Hágsater & E.Santiago
- Epidendrum nambijaense Hágsater & H.Medina
- Epidendrum nanegalense Hágsater & Dodson
- Epidendrum nanodentatum Hágsater & Dodson
- Epidendrum nanoecallosum Hágsater & E.Santiago
- Epidendrum nanosimplex Hágsater & Dodson
- Epidendrum nanum C.Schweinf.
- Epidendrum nasturtichilum Hágsater & E.Santiago
- Epidendrum natator Hágsater
- Epidendrum nativitatis Karremans
- Epidendrum naviculare Hágsater, M.E.Acuña & E.Santiago
- Epidendrum neglectum Schltr.
- Epidendrum negropautense Hágsater & H.Medina
- Epidendrum neillii Hágsater & E.Santiago
- Epidendrum nelsonii Hágsater
- Epidendrum nematopetalum Hágsater & Dodson
- Epidendrum neofuchsii J.M.H.Shaw
- Epidendrum neogaliciensis Hágsater & R.González
- Epidendrum neolehmannia Schltr.
- Epidendrum neoporpax Ames
- Epidendrum neoviridiflorum Hágsater
- Epidendrum nervosiflorum Ames & C.Schweinf.
- Epidendrum neudeckeri Dodson & Hágsater
- Epidendrum nevadense Hágsater & E.Santiago
- Epidendrum nicaraguense Scheeren ex Hágsater
- Epidendrum niebliense Hágsater & E.Santiago
- Epidendrum nigricans Schltr.
- Epidendrum nigrivinosum Hágsater, E.Santiago & Á.J.Pérez
- Epidendrum nitens Rchb.f.
- Epidendrum nitidum L.O.Williams
- Epidendrum niveocaligarium Hágsater
- Epidendrum niveum E.M.Pessoa & M.R.Miranda
- Epidendrum nocteva Hágsater & L.Sánchez
- Epidendrum nocturnum Jacq.
- Epidendrum nora-mesae Hágsater & O.Pérez
- Epidendrum norae Carnevali & G.A.Romero
- Epidendrum notabile Schltr.
- Epidendrum notostachyum Hágsater & E.Santiago
- Epidendrum nubium Rchb.f.
- Epidendrum nudosabanillense Hágsater
- Epidendrum nuriense Carnevali & Hágsater
- Epidendrum nutans Sw.
- Epidendrum nutantirhachis Ames & C.Schweinf.
- Epidendrum oaxacanum Rolfe
- Epidendrum obergii A.D.Hawkes
- Epidendrum obliquifolium Ames, F.T.Hubb. & C.Schweinf.
- Epidendrum obliquum Schltr.
- Epidendrum oblongialpicola Hágsater & Dodson
- Epidendrum obovatipetalum Hágsater & Dodson
- Epidendrum occidentale (Christenson) Hágsater & E.Santiago
- Epidendrum ochoae Collantes & Hágsater
- Epidendrum ochricolor A.D.Hawkes
- Epidendrum ocotalense Hágsater & L.Sánchez
- Epidendrum octomerioides Schltr.
- Epidendrum odontantherum Hágsater & Dodson
- Epidendrum odontochilum Hágsater
- Epidendrum odontopetalum Hágsater
- Epidendrum odontospathum Rchb.f.
- Epidendrum odontostachyum Hágsater & E.Santiago
- Epidendrum oellgaardii Hágsater & Dodson
- Epidendrum oenochrochilum Hágsater, Ric.Fernández & E.Santiago
- Epidendrum oenochromum Hágsater & Dodson
- Epidendrum oerstedii Rchb.f.
- Epidendrum oldemanii Christenson
- Epidendrum oliganthum Schltr.
- Epidendrum oligophyllum F.Lehm. & Kraenzl.
- Epidendrum olmedoense Hágsater
- Epidendrum olorteguii Damian, Hágsater & Mitidieri
- Epidendrum ophidion Dodson & R.Vásquez
- Epidendrum ophiochilum Hágsater & Dodson
- Epidendrum opiranthizon Hágsater & Dodson
- Epidendrum oraion Hágsater
- Epidendrum orbicordichilum Hágsater & E.Santiago
- Epidendrum orbiculatum C.Schweinf.
- Epidendrum orchidiflorum Salzm. ex Lindl.
- Epidendrum oreogena Schltr.
- Epidendrum oreonastes Rchb.f.
- Epidendrum orgyale Lindl.
- Epidendrum orientale Hágsater & M.A.Díaz
- Epidendrum oripicoranense Hágsater & E.Santiago
- Epidendrum ornis Hágsater, Edquén, E.Santiago & E.Mondragón
- Epidendrum ornithoglossum Schltr.
- Epidendrum oroense Zambrano, E.Santiago & Hágsater
- Epidendrum orthocaule Schltr.
- Epidendrum orthoclinium Hágsater & Dodson
- Epidendrum orthodontum Hágsater & L.Sánchez
- Epidendrum orthophyllum Hágsater & Dodson
- Epidendrum orthopterum Hágsater & E.Santiago
- Epidendrum ortizii Hágsater & E.Santiago
- Epidendrum oscar-perezii Hágsater, E.Parra & E.Santiago
- Epidendrum otuzcense Hágsater & E.Santiago
- Epidendrum oxapampense Hágsater
- Epidendrum oxybatesii Hágsater & Dodson
- Epidendrum oxycalyx Hágsater & Dodson
- Epidendrum oxyglossum Schltr.
- Epidendrum oxynanodes Hágsater
- Epidendrum oxysepalum Hágsater & E.Santiago
- Epidendrum pachacutequianum Hágsater & Collantes
- Epidendrum pachoi Hágsater & L.Sánchez
- Epidendrum pachyceras Hágsater & L.Sánchez
- Epidendrum pachychilum Kraenzl.
- Epidendrum pachyclinium Hágsater & E.Santiago
- Epidendrum pachycoleum Hágsater, O.Pérez & E.Santiago
- Epidendrum pachydiscum Hágsater
- Epidendrum pachyneuron Schltr.
- Epidendrum pachyphylloides Hágsater & E.Santiago
- Epidendrum pachyphyllum Schltr.
- Epidendrum pachyphyton Garay
- Epidendrum pachypodum Schltr.
- Epidendrum pachyrachis Ames
- Epidendrum pachystele Hágsater, Edquén, E.Santiago & Salas Guerr.
- Epidendrum pachytepalum Hágsater & E.Santiago
- Epidendrum pajitense C.Schweinf.
- Epidendrum palaciosii Hágsater & Dodson
- Epidendrum palalabrum Hágsater
- Epidendrum pallatangae Schltr.
- Epidendrum pallens Rchb.f.
- Epidendrum pallidiflorum Hook.
- Epidendrum palmae Kolan., Szlach. & Medina Tr.
- Epidendrum palmidium Hágsater
- Epidendrum pampatamboense Dodson & R.Vásquez
- Epidendrum panamense Schltr.
- Epidendrum panchrysum Rchb.f. & Warsz.
- Epidendrum panduratum Hágsater & Dodson
- Epidendrum panguiense Hágsater & H.Medina
- Epidendrum panicoides Schltr.
- Epidendrum paniculatum Ruiz & Pav.
- Epidendrum paniculolateribilobum Hágsater, Ric.Fernández & E.Santiago
- Epidendrum paniculorotundifolium Hágsater, Kolan. & E.Santiago
- Epidendrum paniculorugulosum Hágsater & E.Santiago
- Epidendrum paniculosum Barb.Rodr.
- Epidendrum paniculourubambense Hágsater & E.Santiago
- Epidendrum paniculovenezolanum Hágsater & E.Santiago
- Epidendrum pansamalae Schltr.
- Epidendrum panteonense Dodson & R.Vásquez
- Epidendrum papallactense Hágsater & Dodson
- Epidendrum papillivesiculatum Hágsater & E.Santiago
- Epidendrum paradisicola Hágsater & García-Cruz
- Epidendrum paraguastigma Hágsater & García-Cruz
- Epidendrum parahybunense Barb.Rodr.
- Epidendrum parallelopetalum Hágsater, A.G.Diaz & E.Santiago
- Epidendrum paranaense Barb.Rodr.
- Epidendrum paranthicum Rchb.f.
- Epidendrum pareciense J.M.P.Cordeiro, L.P.Felix & Hágsater
- Epidendrum parkinsonianum Hook.
- Epidendrum parra-sanchezii Hágsater, O.Pérez & L.Sánchez
- Epidendrum paruimense G.A.Romero & Carnevali
- Epidendrum parviexasperatum (Hágsater) Hágsater
- Epidendrum parviflorum Ruiz & Pav.
- Epidendrum parvilabre Lindl.
- Epidendrum pastoense Schltr.
- Epidendrum pastranae Hágsater
- Epidendrum patens Sw.
- Epidendrum patentifolium Fraga, A.P.Fontana & L.Kollmann
- Epidendrum paucifolium Schltr.
- Epidendrum pazii Hágsater
- Epidendrum pedale Schltr.
- Epidendrum pedicellare Schltr.
- Epidendrum pelletieri Sambin & Chiron
- Epidendrum pendens L.O.Williams
- Epidendrum penneystigma Hágsater & García-Cruz
- Epidendrum pentadactylum Rchb.f.
- Epidendrum pepeportillae Hágsater, H.Medina & Cisneros
- Epidendrum peperomia Rchb.f.
- Epidendrum peperomioides Schltr.
- Epidendrum peraltum Schltr.
- Epidendrum pergameneum Rchb.f.
- Epidendrum pergracile Schltr.
- Epidendrum perijaense Carnevali & G.A.Romero
- Epidendrum peristerium Hágsater & E.Santiago
- Epidendrum pernambucense Cogn.
- Epidendrum peruvianum A.D.Hawkes
- Epidendrum pessoae Hágsater & L.Sánchez
- Epidendrum pfahlii Hágsater & Cisneros
- Epidendrum philippii Rchb.f.
- Epidendrum philocremnum Hágsater & Dodson
- Epidendrum philowercklei Hágsater & E.Santiago
- Epidendrum phlebonocturnum Hágsater & R.Jiménez
- Epidendrum phragmites A.H.Heller & L.O.Williams
- Epidendrum phragmitoides Hágsater
- Epidendrum phtiarichilum Hágsater, E.Santiago & Tobar
- Epidendrum phyllocharis Rchb.f.
- Epidendrum physodes Rchb.f.
- Epidendrum physophorum Schltr.
- Epidendrum physopus Kraenzl.
- Epidendrum pichinchae Schltr.
- Epidendrum piconeblinaense Hágsater
- Epidendrum pilcuense Hágsater
- Epidendrum piliferum Rchb.f.
- Epidendrum pinniferum C.Schweinf.
- Epidendrum piperinum Lindl.
- Epidendrum pirrense Hágsater
- Epidendrum pitalense J.Linares & Hágsater
- Epidendrum pitanga Campacci
- Epidendrum pittieri Ames
- Epidendrum plagiophyllum Hágsater
- Epidendrum platychilum Schltr.
- Epidendrum platyclinium Hágsater & Dodson
- Epidendrum platyglossum Rchb.f.
- Epidendrum platynocturnum Hágsater & R.Jiménez
- Epidendrum platyoon Schltr.
- Epidendrum platyotis Rchb.f.
- Epidendrum platypetalonocturnum Hágsater & L.Sánchez
- Epidendrum platypetalum Hágsater
- Epidendrum platyphylloserpens Hágsater
- Epidendrum platyphyllostigma Hágsater & García-Cruz
- Epidendrum platypleuromegaloclinium Hágsater, Uribe Vélez & E.Santiago
- Epidendrum platystachyum Hágsater
- Epidendrum platystele Hágsater & E.Santiago
- Epidendrum platystigma Rchb.f.
- Epidendrum platystomoides Hágsater & L.Sánchez
- Epidendrum platystomum Hágsater & L.Sánchez
- Epidendrum platytropis Hágsater & E.Santiago
- Epidendrum pleiobracteatum Hágsater & E.Santiago
- Epidendrum pleurobotrys Schltr.
- Epidendrum pleurotallipnevma Hágsater, Edquén & E.Santiago
- Epidendrum pleurothalloides Hágsater
- Epidendrum plurifolionocturnum Hágsater & L.Sánchez
- Epidendrum pluriracemosum Hágsater & E.Santiago
- Epidendrum podocarpense Hágsater & E.Santiago
- Epidendrum podocarpophilum Schltr.
- Epidendrum podostylos Hágsater & Dodson
- Epidendrum poeppigii Hágsater
- Epidendrum pogonochilum Carnevali & G.A.Romero
- Epidendrum pollardii Hágsater
- Epidendrum polyanthogastrium Hágsater & Dodson
- Epidendrum polyanthostachyum Hágsater, E.Santiago & García-Ram.
- Epidendrum polyanthum Lindl.
- Epidendrum polychlamys Schltr.
- Epidendrum polychromum Hágsater
- Epidendrum polygonatum Lindl.
- Epidendrum polystachyoides Kraenzl.
- Epidendrum polystachyum Kunth
- Epidendrum polythallum Est.Domínguez, J.S.Moreno, Hágsater & E.Santiago
- Epidendrum pomacochense Hágsater
- Epidendrum pomecense Hágsater
- Epidendrum popayanense F.Lehm. & Kraenzl.
- Epidendrum porpax Rchb.f.
- Epidendrum porphyreodiscum Hágsater, D.Trujillo & E.Santiago
- Epidendrum porphyreonocturnum Hágsater & R.Jiménez
- Epidendrum porphyreum Lindl.
- Epidendrum porphyrostachyum Hágsater & E.Santiago
- Epidendrum porquerense F.Lehm. & Kraenzl.
- Epidendrum portillae Hágsater & Dodson
- Epidendrum portokalium Hágsater & Dodson
- Epidendrum portoricense Hágsater & Ackerman
- Epidendrum portotambillense Hágsater & E.Santiago
- Epidendrum posadarum Hágsater
- Epidendrum posticorevolutum Hágsater, Cisneros & Edquén
- Epidendrum powellii Schltr.
- Epidendrum pozoi Hágsater & Dodson
- Epidendrum praeteritum Hágsater
- Epidendrum praetervisum Rchb.f.
- Epidendrum prancei Hágsater & L.Sánchez
- Epidendrum prasinum Schltr.
- Epidendrum presbyteri-ludgeronis Gomes Ferreira
- Epidendrum prietoi Hágsater & Dodson
- Epidendrum pristes Rchb.f.
- Epidendrum probiflorum Schltr.
- Epidendrum probosantherum Hágsater
- Epidendrum proligerum Barb.Rodr.
- Epidendrum propinquum A.Rich. & Galeotti
- Epidendrum prostratum (Lindl.) Cogn.
- Epidendrum pseudapaganum D.E.Benn. & Christenson
- Epidendrum pseudavicula Kraenzl.
- Epidendrum pseudepidendrum Rchb.f.
- Epidendrum pseudoalbiflorum D.E.Benn. & Christenson
- Epidendrum pseudobarbeyanurn Pupulin & Karremans
- Epidendrum pseudocardioepichilum Becerra & Hágsater
- Epidendrum pseudocernuum Carnevali & I.Ramírez
- Epidendrum pseudodifforme Hoehne & Schltr.
- Epidendrum pseudoglobiflorum Hágsater & Dodson
- Epidendrum pseudogramineum D.E.Benn. & Christenson
- Epidendrum pseudokillipii Hágsater & L.Sánchez
- Epidendrum pseudolankesteri Carnevali & G.A.Romero
- Epidendrum pseudomagnisaxicola L.Valenz., E.Santiago & Hágsater
- Epidendrum pseudomancum Hágsater & L.Sánchez
- Epidendrum pseudonocturnum Hágsater & Dodson
- Epidendrum pseudopaniculatum Dodson
- Epidendrum pseudopolystachyum D.E.Benn. & Christenson
- Epidendrum pseudoramosum Schltr.
- Epidendrum pseudosarcoglottis Hágsater & Dodson
- Epidendrum pseudoschumannianum Fowlie
- Epidendrum pseudospathoides Hágsater & E.Santiago
- Epidendrum psilosepalum Hágsater & E.Santiago
- Epidendrum pterocaulum Hágsater & E.Santiago
- Epidendrum pterogastrium Hágsater
- Epidendrum pteroglottis Schltr.
- Epidendrum pterostele Hágsater & Dodson
- Epidendrum ptochicum Hágsater
- Epidendrum pubiflorum C.Schweinf.
- Epidendrum pucunoense Hágsater & Dodson
- Epidendrum pudicum Ames
- Epidendrum pulchrum (Schltr.) Hágsater & Dodson
- Epidendrum pumilum Rolfe
- Epidendrum punense Hágsater & Dodson
- Epidendrum puniceoluteum F.Pinheiro & F.Barros
- Epidendrum puracestachyum Hágsater & E.Santiago
- Epidendrum purdiei Hágsater & E.Santiago
- Epidendrum purpurascens Focke
- Epidendrum purpureocaule Essers & Sambin
- Epidendrum purum Lindl.
- Epidendrum pustulosum Rinc.-González, García-Revelo & Hágsater
- Epidendrum putidocardiophyllum Hágsater & Dodson
- Epidendrum putumayoense Hágsater & L.Sánchez
- Epidendrum puyoense Hágsater & Dodson
- Epidendrum quadrangulatum A.D.Hawkes
- Epidendrum quadratilobum Hágsater, E.Santiago & Edquén
- Epidendrum queirozianum Campacci & J.B.F.Silva
- Epidendrum quinquecallosum Schltr.
- Epidendrum quinquepartitum Schltr.
- Epidendrum quisayanum Schltr.
- Epidendrum quispei Hágsater & Collantes
- Epidendrum quitensium Rchb.f.
- Epidendrum radicans Pav. ex Lindl.
- Epidendrum radioferens (Ames, F.T.Hubb. & C.Schweinf.) Hágsater
- Epidendrum rafael-lucasii Hágsater
- Epidendrum ramirez-santae Sauleda & Uribe Vélez
- Epidendrum ramiro-medinae Hágsater & L.Sánchez
- Epidendrum ramonianum Schltr.
- Epidendrum ramosissimum Ames & C.Schweinf.
- Epidendrum ramosum Jacq.
- Epidendrum rauhii Hágsater
- Epidendrum ravetianum Sambin, Chiron & Essers
- Epidendrum reclinatum Carnevali & I.Ramírez
- Epidendrum recurvatum Lindl.
- Epidendrum recurvitepalostachyum Hágsater & E.Santiago
- Epidendrum reflexilobum C.Schweinf.
- Epidendrum reflexitepalum Hágsater, H.Medina & Cisneros
- Epidendrum refractum Lindl.
- Epidendrum reniconfusum Hágsater, E.Santiago & Dodson
- Epidendrum renilabioides Hágsater & Dodson
- Epidendrum renilabium Schltr.
- Epidendrum renzii Garay & Dunst.
- Epidendrum repaskyae Hágsater, E.Santiago & J.Duarte
- Epidendrum repens Cogn.
- Epidendrum resectum Rchb.f.
- Epidendrum restrepoanum A.D.Hawkes
- Epidendrum retrosepalum Hágsater, Ric.Fernández & E.Santiago
- Epidendrum revertianum (Stehlé) Hágsater
- Epidendrum revolutum Barb.Rodr.
- Epidendrum rhaibogyrum Hágsater & E.Santiago
- Epidendrum rhizomaniacum Rchb.f.
- Epidendrum rhodanthum Hágsater & Dodson
- Epidendrum rhodochilum (Schltr.) Hágsater & Dodson
- Epidendrum rhodoides Hágsater & Dodson
- Epidendrum rhodovandoides Hágsater
- Epidendrum rhombicapitellatum Hágsater & Dodson
- Epidendrum rhombimancum Hágsater & L.Sánchez
- Epidendrum rhombobrachyphyllum Hágsater & E.Santiago
- Epidendrum rhombochilum L.O.Williams
- Epidendrum rhomboscutellum Hágsater & E.Santiago
- Epidendrum rhopalostele Hágsater & Dodson
- Epidendrum rigidiflorum Schltr.
- Epidendrum rigidum Jacq.
- Epidendrum rimarachinii Hágsater
- Epidendrum riobambae Schltr.
- Epidendrum riofrioae Hágsater, F.Werner & E.Santiago
- Epidendrum riverae Hágsater
- Epidendrum rivulare Lindl.
- Epidendrum robinson-galindoi Hágsater, Uribe Vélez & E.Santiago
- Epidendrum robustum Cogn.
- Epidendrum rocalderianum P.Ortiz & Hágsater
- Epidendrum rocioae Hágsater & Vásquez
- Epidendrum rodrigoi Hágsater
- Epidendrum roezlii Hágsater
- Epidendrum rojasii Cogn.
- Epidendrum rolfeanum F.Lehm. & Kraenzl.
- Epidendrum romanii Hágsater & Dodson
- Epidendrum romero-castannedae Hágsater & L.Sánchez
- Epidendrum roncanum Dodson & R.Vásquez
- Epidendrum rondoniense L.C.Menezes
- Epidendrum rondosianum C.Schweinf.
- Epidendrum roseoscriptum Hágsater
- Epidendrum rosilloi Hágsater
- Epidendrum rossanae Karremans
- Epidendrum rostrigerum Rchb.f.
- Epidendrum rothii A.D.Hawkes
- Epidendrum rotundifolium Hágsater & Dodson
- Epidendrum rousseauae Schltr.
- Epidendrum rousseffiana Collantes & Hágsater
- Epidendrum rowleyi Withner & Pollard
- Epidendrum rudolfii Karremans
- Epidendrum rugosum Ames
- Epidendrum rugulosum Schltr.
- Epidendrum ruizianum Steud.
- Epidendrum ruizlarreanum D.E.Benn. & Christenson
- Epidendrum rupestre Lindl.
- Epidendrum rupicola Cogn.
- Epidendrum rusbyi Hágsater & L.Sánchez
- Epidendrum saccatum Hágsater
- Epidendrum saccirhodochilum Hágsater & E.Santiago
- Epidendrum sagasteguii Hágsater & E.Santiago
- Epidendrum salpichlamys Hágsater & E.Santiago
- Epidendrum saltatrix Karremans
- Epidendrum samaipatense Dodson & R.Vásquez
- Epidendrum sanchezii E.M.Pessoa & L.P.Félix
- Epidendrum sanchoi Ames
- Epidendrum sanctae-martae Schltr.
- Epidendrum sanctae-rosae Hágsater, Sauleda, Uribe Vélez & E.Santiago
- Epidendrum sanderi A.D.Hawkes
- Epidendrum sandiorum Hágsater, Karremans & L.Sánchez
- Epidendrum sanfranciscoense Hágsater, E.Santiago & Medina Tr.
- Epidendrum sangayense Hágsater & Dodson
- Epidendrum santaclarense Ames
- Epidendrum santaelenae Karremans
- Epidendrum santiagense Hágsater & Dodson
- Epidendrum sarcochilum Linden & Rchb.f.
- Epidendrum sarcodes Lindl.
- Epidendrum sarcoglottis Schltr.
- Epidendrum sarcostachyum Hágsater, E.Santiago & Becerra
- Epidendrum sarcostalix Rchb.f. & Warsz.
- Epidendrum saxatile Lindl.
- Epidendrum saxicola Kraenzl.
- Epidendrum saximontanum Pabst
- Epidendrum scabrum Ruiz & Pav.
- Epidendrum scalpelligerum Rchb.f.
- Epidendrum scharfii Hágsater & Dodson
- Epidendrum schistochilum Schltr.
- Epidendrum schistostemum Hágsater, Laube & L.Sánchez
- Epidendrum schizoclinandrium D.E.Benn. & Christenson
- Epidendrum schlechterianum Ames
- Epidendrum schlimii Rchb.f.
- Epidendrum schmidtchenii Hágsater & E.Santiago
- Epidendrum schnitteri Schltr.
- Epidendrum schumannianum Schltr.
- Epidendrum schunkei D.E.Benn. & Christenson
- Epidendrum schweinfurthianum Correll
- Epidendrum scopulorum Rchb.f.
- Epidendrum sculptum Rchb.f.
- Epidendrum scutella Lindl.
- Epidendrum scytocladium Schltr.
- Epidendrum secundum Jacq.
- Epidendrum selaginella Schltr.
- Epidendrum semiteretifolium D.E.Benn. & Christenson
- Epidendrum septipartitum Hágsater, Dalström & Ruíz Pérez
- Epidendrum septumspinae D.E.Benn. & Christenson
- Epidendrum serpens Lindl.
- Epidendrum serrulatum Sw.
- Epidendrum serruliferum Schltr.
- Epidendrum sertorum Garay & Dunst.
- Epidendrum shigenobui Hágsater
- Epidendrum sholletiae Hágsater, L.Valenz. & J.Duarte
- Epidendrum sidereum Karremans
- Epidendrum sierrae-peladae Kraenzl.
- Epidendrum sigmodiothoneum Hágsater & E.Santiago
- Epidendrum sigmoideum Hágsater
- Epidendrum sigmostachyum Hágsater, E.Santiago & D.Trujillo
- Epidendrum sigsigense Hágsater & Dodson
- Epidendrum silvae Hágsater & V.P.Castro
- Epidendrum silvanum V.P.Castro & Chiron
- Epidendrum silverstonei Hágsater
- Epidendrum simulacrum Ames
- Epidendrum sinac Karremans
- Epidendrum singuliflorum Schltr.
- Epidendrum sinnamaryense Sambin & Chiron
- Epidendrum sinuosum Lindl.
- Epidendrum siphonosepaloides T.Hashim.
- Epidendrum siphonosepalum Garay & Dunst.
- Epidendrum sisgaense Hágsater
- Epidendrum sisnanense Hágsater & E.Santiago
- Epidendrum skutchii Ames, F.T.Hubb. & C.Schweinf.
- Epidendrum smaragdinum Lindl.
- Epidendrum smithii Schltr.
- Epidendrum sneidernii Hágsater & E.Santiago
- Epidendrum sobralioides Ames & Correll
- Epidendrum socorrense Rchb.f. & Warsz.
- Epidendrum sodiroi Schltr.
- Epidendrum solomonii Hágsater & L.Sánchez
- Epidendrum sonia-juaniorum Zambrano & Hágsater
- Epidendrum sonsonense Rinc.-González, E.Santiago & Hágsater
- Epidendrum sophronitis Lindl. & Rchb.f.
- Epidendrum sophronitoides F.Lehm. & Kraenzl.
- Epidendrum soratae Rchb.f.
- Epidendrum sotoanum Karremans & Hágsater
- Epidendrum spasmosum Hágsater & Dodson
- Epidendrum spathatum Schltr.
- Epidendrum spathulipetalum Hágsater & Dressler
- Epidendrum sphaeranthum Schltr.
- Epidendrum sphaerostachyum Rchb.f.
- Epidendrum sphenostele Hágsater & E.Santiago
- Epidendrum spicatum Hook.f.
- Epidendrum spiculiferum Karremans & Bogarín
- Epidendrum spilotum Garay & Dunst.
- Epidendrum spinescens Lindl.
- Epidendrum splendens Schltr.
- Epidendrum spruceanum Lindl.
- Epidendrum stahlii Hágsater & E.Santiago
- Epidendrum stalkyi Carnevali & G.A.Romero
- Epidendrum stallforthianum Kraenzl.
- Epidendrum stamfordianum Bateman
- Epidendrum stangeanum Rchb.f.
- Epidendrum stanhopeanum Kraenzl.
- Epidendrum stellidifforme Hágsater & Dodson
- Epidendrum stenobractistachyum Hágsater & E.Santiago
- Epidendrum stenocalymmum Hágsater & G.Calat.
- Epidendrum stenopetaloides Kraenzl.
- Epidendrum stenophyllum Hágsater & Dodson
- Epidendrum stenophyton Schltr.
- Epidendrum stenoselaginella Hágsater & E.Santiago
- Epidendrum stenostachyum Hágsater & E.Santiago
- Epidendrum sterroanthum Schltr.
- Epidendrum sterrophyllum Schltr.
- Epidendrum stevensii Hágsater
- Epidendrum stevensonii Hágsater & Dodson
- Epidendrum steyermarkii A.D.Hawkes
- Epidendrum stictoglossum Hágsater & D.Trujillo
- Epidendrum stiliferum Dressler
- Epidendrum stolidium Hágsater
- Epidendrum storkii Ames
- Epidendrum strictiforme C.Schweinf.
- Epidendrum strictum Schltr.
- Epidendrum strobilicaule Hágsater & Benelli
- Epidendrum strobiliferum Rchb.f.
- Epidendrum strobiloides Garay & Dunst.
- Epidendrum suaveolens Ames
- Epidendrum suavis (Rchb.f. & Warsz.) Løjtnant
- Epidendrum subadnatum Rchb.f.
- Epidendrum subfloribundum Schltr.
- Epidendrum subliberhombicum Hágsater & E.Santiago
- Epidendrum subliberum C.Schweinf.
- Epidendrum sublobatum C.Schweinf. ex Garay & Dunst.
- Epidendrum subnutans Ames & C.Schweinf.
- Epidendrum suborbiculare Schltr.
- Epidendrum subpurum Rchb.f.
- Epidendrum subreniforme C.Schweinf.
- Epidendrum subumbellatum Hoffmanns.
- Epidendrum successivum Hágsater & F.E.L.Miranda
- Epidendrum succulentum Hágsater
- Epidendrum sucumbiense Hágsater & Dodson
- Epidendrum suinii Hágsater & Dodson
- Epidendrum sulcatum Ames
- Epidendrum sumacoense Hágsater & Dodson
- Epidendrum sumacostachyum Hágsater & E.Santiago
- Epidendrum sumapacense Hágsater & E.Santiago
- Epidendrum summerhayesii Hágsater
- Epidendrum superpositum Garay
- Epidendrum susannae Hágsater, O.Pérez & E.Parra
- Epidendrum suturatum Hágsater & Dressler
- Epidendrum swartzii (Rchb.f. ex Griseb.) Hágsater
- Epidendrum sympetalostele Hágsater & L.Sánchez
- Epidendrum sympodiale Schltr.
- Epidendrum synchronum Hágsater
- Epidendrum syringodes Schltr.
- Epidendrum syringothyrsus H.J.Veitch
- Epidendrum tacanaense Hágsater, Soto Arenas & E.Santiago
- Epidendrum tacarcunense Hágsater
- Epidendrum tachirense Foldats
- Epidendrum taguatingense (Brieger & Bicalho) Hágsater, Meneguzzo & L.Sánchez
- Epidendrum talamancanum (J.T.Atwood) Mora-Ret. & García Castro
- Epidendrum tamaense Foldats
- Epidendrum tambillense Hágsater
- Epidendrum tandapianum Dodson & Hágsater
- Epidendrum tandapioides Hágsater
- Epidendrum tenax Rchb.f.
- Epidendrum tenue Lindl.
- Epidendrum tenuicaule F.Lehm. & Kraenzl.
- Epidendrum tenuispathum C.Schweinf.
- Epidendrum tenuisulcatum (Dressler) Hágsater
- Epidendrum tequendamae F.Lehm. & Kraenzl.
- Epidendrum tessmannii Mansf.
- Epidendrum tetartociclium Collantes & Hágsater
- Epidendrum tetraceros Rchb.f.
- Epidendrum tetracuniculatum Hágsater, Edquén, E.Santiago & Náquira
- Epidendrum tetragonioides Hágsater & Dodson
- Epidendrum tetralobum Hágsater & E.Santiago
- Epidendrum teuscherianum A.D.Hawkes
- Epidendrum thelephorum Hágsater & Dodson
- Epidendrum theodori Schltr.
- Epidendrum thermophilum Hágsater & Dodson
- Epidendrum thompsonii Hágsater & Dodson
- Epidendrum thurstoniorum Hágsater
- Epidendrum tigriphyllum Hágsater
- Epidendrum timbiquiense Hágsater & E.Santiago
- Epidendrum tingo-mariae Hágsater
- Epidendrum tipuloideum Lindl.
- Epidendrum tiwinzaense Hágsater & Dodson
- Epidendrum tobarii Hágsater & Dodson
- Epidendrum tolimense Lindl.
- Epidendrum tonduzii Lank.
- Epidendrum torquatum Lindl.
- Epidendrum torraense Hágsater & Silverst.
- Epidendrum tortipetalum Scheeren
- Epidendrum totoroense J.S.Moreno, Hágsater, E.Santiago & Erazo
- Epidendrum tovarense Rchb.f.
- Epidendrum trachychlaena Schltr.
- Epidendrum trachydipterum Hágsater, Nauray & E.Santiago
- Epidendrum trachypentatropis Hágsater & E.Santiago
- Epidendrum trachypus F.Lehm. & Kraenzl.
- Epidendrum trachysepalum Hágsater
- Epidendrum trachythece Schltr.
- Epidendrum transversellipticum Hágsater
- Epidendrum transversovatum Hágsater & Dodson
- Epidendrum trapeziinocturnum Bar.-Colm. & Hágsater
- Epidendrum trapezilabiatum Hágsater & E.Santiago
- Epidendrum trialatum Hágsater
- Epidendrum triangulabium Ames & C.Schweinf.
- Epidendrum trianthum Schltr.
- Epidendrum tricrure Rchb.f. & Warsz.
- Epidendrum tridactylum Lindl.
- Epidendrum tridens Poepp. & Endl.
- Epidendrum trifidum Schltr.
- Epidendrum triflorum Ruiz & Pav.
- Epidendrum trilobochilum Hágsater & Dodson
- Epidendrum triloboleptophytum Hágsater, Naranjo & A.E.Mend.
- Epidendrum triodon Hágsater & Dodson
- Epidendrum tripetaloides Hágsater & E.Santiago
- Epidendrum tritropianthum Hágsater & E.Santiago
- Epidendrum tropidioides Garay
- Epidendrum tropinectarium Hágsater & E.Santiago
- Epidendrum troxalis Luer
- Epidendrum trullatigeminiflorum Hágsater, E.Santiago & D.Trujillo
- Epidendrum trullatum Hágsater, L.Valenz. & E.Santiago
- Epidendrum trullichilum Hágsater & Dodson
- Epidendrum trulliforme Garay & Dunst.
- Epidendrum tulcanense Hágsater & Dodson
- Epidendrum tumuc-humaciense (Veyret) Carnevali & G.A.Romero
- Epidendrum tundaycirrhatum Hágsater & Tobar
- Epidendrum tundaymense Hágsater, E.Santiago & Tobar
- Epidendrum tungurahuae (Szlach. & Mytnik) J.M.H.Shaw
- Epidendrum turialvae Rchb.f.
- Epidendrum tuxtlense Hágsater, García-Cruz & L.Sánchez
- Epidendrum tziscaoense Hágsater
- Epidendrum ulcumanoae Hágsater, G.Gerlach & L.Valenz.
- Epidendrum ulei Schltr.
- Epidendrum uleinanodes Hágsater
- Epidendrum umbelliferum J.F.Gmel.
- Epidendrum unchogense Ocupa & E.Santiago
- Epidendrum uncinatum D.E.Benn. & Christenson
- Epidendrum unguiculatum (C.Schweinf.) Garay & Dunst.
- Epidendrum unicallosum Hágsater & E.Santiago
- Epidendrum unifoliatum Schltr.
- Epidendrum upanodifforme Hágsater & Dodson
- Epidendrum urbanianum Cogn.
- Epidendrum uribei A.D.Hawkes
- Epidendrum uribeianum J.M.H.Shaw
- Epidendrum urichianum Carnevali, Foldats & I.Ramírez
- Epidendrum urraoense Hágsater
- Epidendrum urubambae Hágsater
- Epidendrum usurpator Karremans
- Epidendrum utcuyacuense Hágsater
- Epidendrum utyumii Karremans
- Epidendrum valcinii Sambin, Essers & Chiron
- Epidendrum vale-ramiroi L.Valenz., E.Santiago & Hágsater
- Epidendrum valenteanum Campacci & Locatelli
- Epidendrum valenzuelae Hágsater & E.Santiago
- Epidendrum vallis-silentii M.Díaz & Karremans
- Epidendrum vallisoletanum Hágsater & E.Santiago
- Epidendrum vandifolium Lindl.
- Epidendrum vareschii Foldats
- Epidendrum vargasii Christenson & Nauray
- Epidendrum vasquezii Hágsater & L.Sánchez
- Epidendrum vegae Chocce & Hágsater
- Epidendrum veltenianum Campacci
- Epidendrum venceremos Hágsater, E.Santiago & Edquén
- Epidendrum ventricosum Lindl.
- Epidendrum veraguasense Hágsater
- Epidendrum vernixium Rchb.f. & Warsz.
- Epidendrum veroreveloi Hágsater & Dodson
- Epidendrum veroscriptum Hágsater
- Epidendrum verrucosum Sw.
- Epidendrum vesicatum Lindl.
- Epidendrum vesicicaule L.O.Williams
- Epidendrum vesicinanum Hágsater & L.Valenz.
- Epidendrum vexillium Hágsater
- Epidendrum vidal-senegei Hágsater
- Epidendrum vieirae Hágsater
- Epidendrum vigiaense I.Bock
- Epidendrum vigosi Hágsater & E.Santiago
- Epidendrum villahermosaense Sierra-Ariza & Hágsater
- Epidendrum villanuevae Rinc.-González, O.Melo, Hágsater & E.Santiago
- Epidendrum villegastigma Hágsater & García-Cruz
- Epidendrum villenae Hágsater & E.Santiago
- Epidendrum villotae Hágsater & Dodson
- Epidendrum vincentinum Lindl.
- Epidendrum vinosum Schltr.
- Epidendrum violascens Ridl.
- Epidendrum violetense Hágsater & Dodson
- Epidendrum viride Ruiz & Pav.
- Epidendrum viridibrunneum Rchb.f.
- Epidendrum viridiochraceum Zambrano, Hágsater & Solano
- Epidendrum viridipurpureum Hook.
- Epidendrum viridium Zambrano, Hágsater & Solano
- Epidendrum viviparum Lindl.
- Epidendrum volubile Ruiz & Pav.
- Epidendrum volutum Lindl. & Paxton
- Epidendrum vulcanicola A.H.Heller
- Epidendrum vulcanicum Schltr.
- Epidendrum vulgoamparoanum Hágsater & L.Sánchez
- Epidendrum waiandtii V.P.Castro
- Epidendrum wallisii Rchb.f.
- Epidendrum warrasii Pabst
- Epidendrum warszewiczii Rchb.f.
- Epidendrum wayqechaense Hágsater, E.Santiago & J.Duarte
- Epidendrum weberbauerianum Kraenzl.
- Epidendrum weerakitianum Hágsater, O.Pérez & E.Santiago
- Epidendrum weigendii Hágsater & Cisneros
- Epidendrum welsii-windischii Pabst
- Epidendrum wendtii Hágsater & Salazar
- Epidendrum wercklei Schltr.
- Epidendrum werffii Dodson & Hágsater
- Epidendrum werneri Schltr.
- Epidendrum whittenii Hágsater & Dodson
- Epidendrum wieslawii (Szlach. & Mytnik) J.M.H.Shaw
- Epidendrum wigginsii Hágsater & Dodson
- Epidendrum williamsii Dodson
- Epidendrum witherspooniorum Hágsater & Dressler
- Epidendrum wolfii Hágsater & E.Santiago
- Epidendrum woytkowskianum A.D.Hawkes
- Epidendrum wrightii Lindl.
- Epidendrum wurdackii Hágsater, E.Santiago & Salas Guerr.
- Epidendrum xanthinum Lindl.
- Epidendrum xanthoianthinum Hágsater
- Epidendrum xantholeucum Rchb.f.
- Epidendrum xelidonourum Hágsater & H.Medina
- Epidendrum xelidorimarachinii Hágsater & E.Santiago
- Epidendrum xerophyticum Hágsater & E.Santiago
- Epidendrum xylostachyum Lindl.
- Epidendrum xytriophorum Rchb.f. & Warsz.
- Epidendrum yacuriense Hágsater & H.Medina
- Epidendrum yambalense Hágsater & Dodson
- Epidendrum yambrasbambense Hágsater
- Epidendrum yanachagaense Hágsater
- Epidendrum yanatilense Damian & Hágsater
- Epidendrum yanesharum M.E.Acuña, Chocce & Hágsater
- Epidendrum yaracuyense Carnevali & G.A.Romero
- Epidendrum yarumalense Hágsater & E.Santiago
- Epidendrum yasgolgaense Hágsater, Edquén, Salas Guerr. & E.Santiago
- Epidendrum yohanii Sambin & Chiron
- Epidendrum yojoaense Hágsater & L.Sánchez
- Epidendrum youngii Hágsater & E.Santiago
- Epidendrum ypsilum Hágsater & E.Santiago
- Epidendrum yumboense Hágsater, O.Pérez & E.Santiago
- Epidendrum yungasense Rolfe ex Rusby
- Epidendrum zamorense Hágsater & Dodson
- Epidendrum zanonii Dod
- Epidendrum zappii Pabst
- Epidendrum zarumense Hágsater & Dodson
- Epidendrum zipaquiranum Schltr.
- Epidendrum zongoincomptum Hágsater & E.Santiago
- Epidendrum zosterifolium F.Lehm. & Kraenzl.
- Epidendrum zunigae Hágsater, Karremans & Bogarín

Wykaz hybryd
- Epidendrum × belmillerae Campacci & Rosim
- Epidendrum × doroteae P.H.Allen
- Epidendrum × elongatum Jacq.
- Epidendrum × foulquieri Chiron
- Epidendrum × gransabanense Carnevali & I.Ramírez
- Epidendrum × inauditum Zambrano & Hágsater
- Epidendrum × monteverdense (Pupulin & Hágsater) Hágsater
- Epidendrum × nocteburneum Hágsater & L.Sánchez
- Epidendrum × pinheiroi Hágsater
- Epidendrum × purpureum Barb.Rodr.
- Epidendrum × renipichinchae Hágsater & E.Santiago
- Epidendrum × spathiporphyreum Hágsater & Dodson